# Liste des provinces romaines
Les provinces romaines varient grandement en nombre au cours des presque huit siècles de leur existence. Elles sont ici classées par ordre alphabétique dans deux tableaux, représentant la situation avant et après le règne de Dioclétien (285-306), qui a profondément modifié le nombre et l'extension géographique des provinces.
Dans les deux listes qui suivent, les noms de provinces en caractères gras représentent les provinces de la République et du Haut-Empire. Les noms en italique sont les noms latins des provinces et de leurs capitales.

## Liste des provinces romaines sous la République et au Haut-Empire
Ce tableau présente les provinces romaines créées jusqu'à la réforme de Dioclétien en 303. Certaines provinces peuvent présenter plusieurs dates de création : il s'agit alors de provinces créées à une première date, puis supprimées (rattachées à une autre province ou recouvrant leur indépendance), avant d'être à nouveau constituées en provinces à une date ultérieure.
Abréviations de la colonne « Statut vers 200 » :
- PSPC : province dite sénatoriale proconsulaire
- PSPP : province dite sénatoriale proprétorienne
- PILC : province impériale à légat de rang consulaire
- PILP : province impériale à légat de rang prétorien
- PIGE : province impériale à gouverneur de rang équestre

| Nom de la province                                       | Date de création        | Date de disparition | Capitale(s)                                | Détachée de…          | Démembrée en…                                                     | Statut vers 200 | Remarques |
| -------------------------------------------------------- | ----------------------- | ------------------- | ------------------------------------------ | --------------------- | ----------------------------------------------------------------- | --------------- | --- |
| Achaïe Achaia                                            | 146 et 27 av. J.-C.     |                     | Corinthe Corinthum                         | Macédoine (en -27)    |                                                                   | PSPP            | Rattachée un temps à la Macédoine. Province inchangée au Bas-Empire. |
| Afrique proconsulaire Africa                             | 146 av. J.-C.           |                     | Utique Utica puis Carthage Carthago        |                       | Afrique proconsulaire, Byzacène, Tripolitaine                     | PSPC            | Ancienne zone d'influence de Carthage. Province démembrée sous Dioclétien. L'Afrique proconsulaire résiduelle est souvent appelée Zeugitane. |
| Africa nova                                              | 46 av. J.-C.            | 27 av. J.-C. ?      | ?                                          |                       |                                                                   | —               | Province éphémère, créée par Jules César et à nouveau rattachée à l'Afrique proconsulaire par Auguste. Elle couvrait la partie occidentale de l'Afrique proconsulaire ainsi qu'une partie de la Numidie.                                                     |
| Alpes cottiennes Alpes Cottiae                           | Sous Néron              |                     | Suse Segusio                               |                       |                                                                   | PIGE            | Ancien royaume client rattaché à l'Empire par Néron. |
| Alpes grées Alpes Graiae                                 | 25-14 av. J.C.          |                     | Aime Axima puis Moûtiers Darantasia        |                       |                                                                   | PIGE            | A partir de Septime Sévère, forme la province des Alpes grées et pennines. |
| Alpes maritimes Alpes maritimae                          | 14                      |                     | Cimiez Cemenelum puis Embrun               |                       |                                                                   | PIGE            | Province inchangée au Bas-Empire. |
| Alpes pennines Alpes Poeninae                            | IIe siècle              | 303                 | Martigny Octodurum                         |                       | Alpes grées et pennines                                           | PIGE            | Parfois rattachées aux Alpes grées, en particulier à partir de Dioclétien (Alpes grées et pennines). |
| Aquitaine Aquitania ou Gaule aquitaine Gallia Aquitania  | 16                      | 303                 | Saintes Mediolanum puis Bordeaux Burdigala | Gaule transalpine     | Novempopulanie, Aquitaine I, Aquitaine II,                        | PILP            | |
| Arabie Arabia ou Arabie pétrée                           | 105                     |                     | Bosra                                      |                       |                                                                   | PILP            | Conquête de Trajan. Une partie de la province est détachée au Bas-Empire et rejoint la nouvelle province de Palestine III. |
| Arménie Armenia                                          | 115                     | 117                 | ?                                          |                       |                                                                   | —               | Conquête de Trajan, abandonnée par Hadrien. |
| Assyrie Assyria                                          | 115                     | 117                 | ?                                          |                       |                                                                   | —               | Conquête de Trajan, abandonnée par Hadrien. |
| Asie proconsulaire Asia                                  | v. 129 av. J.-C.        |                     | Éphèse Ephesus                             |                       | Asie, Hellespont, Lydie, Phrygie I et II, Carie, Îles             | PSPC            | Formé pour l'essentiel de l'ancien royaume de Pergame. Province démembrée sous Dioclétien : une province d'Asie résiduelle subsiste. |
| Belgique ou Gaule belgique Gallia Belgica                | 16                      | 303                 | Reims Duroctorum                           | Gaule transalpine     | Belgique I, Belgique II                                           | PILP            | |
| Bétique Baetica                                          | 27 av. J.-C.            |                     | Séville Hispalis                           | Hispanie ultérieure   |                                                                   | PSPP            | La province d'Hispanie ultérieure, créée en -197, est divisée par Auguste en Bétique et Lusitanie. Province inchangée au Bas-Empire. |
| Bithynie et Pont Bithynia et Pontus                      | 74 et 63 av. J.-C.      | 303                 | Nicomédie Nicomedia ou Nicée Nicaea        |                       | Bithynie, Honoriade, Paphlagonie                                  | PILP            | |
| Bretagne Britannia                                       | 43                      | v. 210              | Colchester Camulodunum                     |                       | Bretagnes inférieure et supérieure                                | PILC            | Actuelle Grande-Bretagne. Province conquise par Claude, divisée en deux par Septime Sévère |
| Bretagne inférieure                                      | v. 210                  | 303                 | York Eboracum                              | Bretagne              | Bretagne II et Flavie césarienne, peut-être Valentia              | —               | |
| Bretagne supérieure                                      | v. 210                  | 303                 | Londres Londinium                          | Bretagne              | Bretagne I et Maxima Caesariensis                                 | —               | |
| Cappadoce Cappadocia                                     | 17                      | 303                 | Césarée de Cappadoce Caesarea              |                       | Cappadoce I et II, Arménie I et II, Pont polémoniaque, Diospontus | PILC            | |
| Chypre Cyprus                                            | 58 puis 22 av. J.-C.    |                     | Paphos ?                                   | Cilicie               |                                                                   | PSPP            | Détachée de la province de Cilicie, puis confiée à Cléopâtre par Antoine. Redevient romaine après Actium, puis est à nouveau érigée en province séparée par Auguste. Province inchangée au Bas-Empire.                                                       |
| Cilicie Cilicia                                          | 102 av. J.-C.           | 303                 | Tarse Tarsus                               |                       | Cilicie I et II, Isaurie                                          | PILP            | Province démembrée par Dioclétien : une province de Cilicie résiduelle subsiste, ensuite divisée en Cilicie I et II. |
| Corse et Sardaigne Corsica et Sardinia                   | 231 av. J.-C.           | Sous Auguste ?      | Cagliari Caralis                           |                       |                                                                   | —               | Divisée par Auguste en deux provinces équestres de Corse et de Sardaignes. Elles ont par la suite changé plusieurs fois de statut, pour devenir définitivement sous Vespasien deux provinces impériales équestres distinctes.                                |
| Corse Corsica                                            | Sous Auguste            |                     | Aléria                                     |                       |                                                                   | PIGE            | Détachée d'une province républicaine de Corse et Sardaigne. Province inchangée au Bas-Empire. |
| Crète et Cyrénaïque Creta et Cyrenaica                   | 31 av. J.-C.            | 303                 | Gortyne Gortyna                            |                       | Crète, Libye I, Libye II                                          | PSPP            | La Cyrénaïque, annexée en -96, et la Crète, annexée en -67, forment à partir de la bataille d'Actium une province unique. Elles sont à nouveau séparées à partir du règne de Dioclétien.                                                                     |
| Dacie trajane Dacia Felix, puis Trois Dacies Tres Daciae | 107 et sous Marc Aurèle | 129 et v. 270       | Ulpia Traiana Sarmizegetusa                |                       | Dacie supérieure, Dacie inférieure, Dacie Porolissensis           | PILC            | Conquête de Trajan. Démembrée sous Hadrien, elle est réunifiée sous Marc Aurèle sous le nom de « Trois Dacies ». Elle est abandonnée sous Aurélien. |
| Dacie aurélienne Dacia aureliana ou Dacie cisdanubienne  | v. 270                  | 303                 | Sardique Sardica ?                         | Mésie inférieure      | Dacies I et II                                                    | —               | À ne pas confondre avec la province de Dacie. La Dacie aurélienne, détachée de la Mésie dans les années 270, doit son nom au fait qu'elle était peuplée et protégée par des troupes rapatriées de la Dacie transdanubienne.                                  |
| Dacie supérieure Dacia Apulensis                         | 129                     | Sous Marc Aurèle    | Alba Iulia Apulum ?                        | Dacie                 |                                                                   | —               | Rattachée à la province des Trois Dacies. |
| Dacie inférieure Dacia Malvensis                         | 129                     | Sous Marc Aurèle    | Romula Malva                               | Dacie                 |                                                                   | —               | Rattachée à la province des Trois Dacies. |
| Dacia Porolissensis                                      | 129                     | Sous Marc Aurèle    | Porolissum                                 | Dacie                 |                                                                   | —               | Rattachée à la province des Trois Dacies. |
| Dalmatie Dalmatia                                        | 167 av. J.-C.           |                     | Salone Salona                              |                       |                                                                   | PILC            | D'abord appelée Illyrie, puis renommée Dalmatie au Ier siècle av. J.-C.. Province inchangée au Bas-Empire. |
| Province romaine de l'Égypte Ægyptus                     | 30 av. J.-C.            | 303                 | Alexandrie Alexandria                      |                       | Égypte Jovia, Augustamnique, Thébaïde I (Arcadie) et Thébaïde II  | PIGE            | Royaume des Ptolémées, annexé par Auguste. |
| Épire Epirus                                             | Sous Vespasien          | 303                 | Nicopolis (Actium)                         | Macédoine             | Épire ancienne, Épire nouvelle                                    | PIGE            | |
| Galatie Galatia                                          | 25 av. J.-C.            | 303                 | Ancyre Ancyra                              |                       | Galatie, Pisidie, Diospontus, partie de la Paphlagonie            | PILP            | Royaume client annexé par Auguste. |
| Galice ou Gallécie Callaecia                             | ?                       | ?                   | Braga Bracara ?                            | Hispanie citérieure   |                                                                   | —               | Brièvement détachée de l'Hispanie citérieure sous Caracalla. |
| Gaule cisalpine Gallia cisalpina                         | 81 av. J.-C.            | 43/42 av. J.-C.     | Modène Mutina                              |                       |                                                                   | —               | Province annexée en -43/42 à l'Italie (région au statut spécial), dont elles forme les Regiones X et XI. |
| Gaule transalpine Galliae                                | 51 av. J.-C.            | 16                  | Lyon Lugdunum                              |                       | Aquitaine, Belgique et Lyonnaise                                  | —               | Conquête de Jules César, organisée en trois provinces sous le règne d'Auguste. |
| Germanie supérieure Germania superior                    | Sous Domitien           |                     | Mayence Mogontiacum                        | Belgique              | Germanie supérieure, Maxima Sequanorum (Séquanaise)               | PILC            | Les Germanies n'eurent pas immédiatement le titre officiel de province, mais furent considérées comme des districts militaires en marge de la province de Belgique. Elles n'obtiennent le statut provincial qu'après la révolte d'Antonius Saturninus en 89. |
| Germanie inférieure Germania inferior                    | Sous Domitien           |                     | Cologne Colonia Agrippina                  | Belgique              |                                                                   | PILC            | Province inchangée au Bas-Empire. |
| Hispanie citérieure Hispania citerior                    | 197 av. J.-C.           | 303                 | Tarragone Tarraco                          |                       | Baléares, Carthaginoise, Galice, Tarraconaise                     | PILC            | La Galice a parfois formé (sous Caracalla en particulier) une province séparée. |
| Hispanie ultérieure Hispania ulterior                    | 197 av. J.-C.           | 27 av. J.-C.        | Mérida Emerita                             |                       | Bétique, Lusitanie                                                | —               | Province républicaine démembrée par Auguste. |
| Illyrie Illyria                                          |                         |                     |                                            |                       |                                                                   |                 | Voir Dalmatie. |
| Judée Judaea puis Syrie-Palestine Syria Palaestina       | 6 av. J.-C.             |                     | Césarée Caesarea                           |                       | Palestine I, II et III                                            | PILC            | Annexée progressivement entre l'époque de Pompée et celle de Claude. La province de Judée devient sous Hadrien la province de Syrie-Palestine. |
| Lusitanie Lusitania                                      | 27 av. J.-C.            |                     | Mérida Emerita                             | Hispanie ultérieure   |                                                                   | PILP            | Détachée de l'Hispanie ultérieure. Province inchangée au Bas-Empire. |
| Lycie et Pamphylie Lycia et Pamphylia                    | 43                      | 303                 | Patare Patara/Myra                         |                       | Lycie, Pamphylie                                                  | PSPP            | La Lycie est annexée en 43, sous Claude, et incorporée avec la Pamphylie dans une nouvelle province de Lycie et Pamphylie. Les deux régions sont à nouveau séparées sous Dioclétien.                                                                         |
| Lyonnaise ou Gaule lyonnaise Gallia lugdunensis          | 16                      | 303                 | Lyon Lugdunum                              | Gaule transalpine     | Lyonnaises I et II, puis I, II, III et IV                         | PILP            | |
| Macédoine Macedonia                                      | 146 av. J.-C.           |                     | Thessalonique Thessalonica                 |                       | Macédoine,Épire, puis Thessalie                                   | PSPP            | Ancien royaume antigonide de Macédoine. Les provinces d'Épire (sous Vespasien) et de Thessalie (sous Dioclétien) sont détachées de la Macédoine. |
| Maurétanie césarienne Mauritania caesariensis            | 40                      |                     | Césarée de Maurétanie Caesarea             |                       | Maurétanie césarienne, Maurétanie sitifienne                      | PIGE            | Partie orientale de l'ancien royaume de Maurétanie. Divisée au Bas-Empire entre Maurétanies césarienne et sitifienne. |
| Maurétanie tingitane Mauritania tingitania               | 40                      |                     | Tanger Tingis                              |                       |                                                                   | PIGE            | Partie occidentale de l'ancien royaume de Maurétanie. Au Bas-Empire, la partie méridionale de la province est abandonnée. |
| Mésie Moesia                                             | 29 av. J.-C.            | 90                  | Kostolac Viminacium                        |                       | Mésies supérieure et inférieure                                   | —               | Divisée sous Domitien en deux provinces nouvelles. |
| Mésie supérieure                                         | 90                      |                     | Kostolac Viminacium                        |                       | Mésie I, Prévalitane, Dardanie                                    | PILC            | |
| Mésie inférieure                                         | 90                      |                     | ?                                          |                       | Mésie inférieure et Dacie aurélienne, puis Mésie II et Scythie    | PILC            | La Dacie aurélienne est détachée vers 270. Le reste de la province est à nouveau divisé sous Dioclétien. |
| Mésopotamie Mesopotamia                                  | 115 et 198              | 117                 | ? (sous Trajan), puis Nisibe Nisibis       |                       |                                                                   | PIGE            | Conquise par Trajan, abandonnée par Hadrien et transformée en royaume client (Adiabène). À nouveau annexée et organisée en province par Septime Sévère. Province inchangée au Bas-Empire.                                                                    |
| Narbonnaise ou Gaule narbonnaise Gallia narbonensis      | Entre -118 et -70       | 303                 | Narbonne Narbo Martius                     |                       | Narbonnaise I et II, Viennoise I                                  | PSPP            | Conquise à partir -120, elle forme la provincia (d'où le nom de la Provence). |
| Norique Noricum                                          | 15                      |                     | Virunum                                    |                       | Norique I et II                                                   | PILP            | |
| Numidie Numidia                                          | 193                     |                     | Lambèse                                    | Afrique proconsulaire | Numidie militaire, Numidie cirtéenne                              | PILP            | District militaire sous l'autorité d'un légat propréteur au moins depuis le règne de Claude, la Numidie n'est organisée en province que sous Septime Sévère. Après 313 la capitale est Constantine Cirta                                                     |
| Osroène Osrhoena                                         | 195                     |                     | Carrhes Carrhae, puis Édesse Edessa        |                       |                                                                   | PIGE            | Province inchangée au Bas-Empire. |
| Pamphylie Pamphylia                                      | 24 av. J.-C.            | 43                  | Perge ?                                    |                       |                                                                   | —               | Incorporée en 43 avec la Lycie à la nouvelle province de Lycie et Pamphylie. |
| Pannonie Pannonia                                        | 10                      | 105                 | Carnuntum                                  |                       | Pannonie inférieure, Pannonie supérieure                          | —               | Divisée sous Trajan en deux nouvelles provinces. |
| Pannonie inférieure                                      | 105                     | 303                 | Budapest Aquincum                          |                       | Pannonie I, Savensis                                              | PILP ?          | |
| Pannonie supérieure                                      | 105                     | 303                 | Carnuntum                                  |                       | Pannonie II, Valeria                                              | PILC            | |
| Rhétie Raetia                                            | 15                      | 303                 | Augsbourg Augusta Vindelicorum             |                       | Rhétie I et II                                                    | PILP            | |
| Sardaigne                                                | Sous Auguste            |                     | Cagliari Caralis                           |                       |                                                                   | PIGE            | Détachée d'une province républicaine de Corse-Sardaigne. Province inchangée au Bas-Empire. |
| Sicile Sicilia                                           | 241 av. J.-C.           |                     | Syracuse Syracusa                          |                       |                                                                   | PSPP            | Plus ancienne province romaine. Inchangée pendant toute la période, ainsi qu'au Bas-Empire. |
| Syrie Syria                                              | 64 av. J.-C.            | 197                 | Antioche Antiochia                         |                       | Syrie-Cœlé, Syrie-Phénicie                                        | PILC            | Ancien royaume séleucide, annexé par Pompée. Divisé sous Septime Sévère en deux provinces. |
| Syrie-Cœlé ou Syrie creuse Coelesyria                    | 197                     |                     | Antioche                                   | Syrie                 | Syrie-Cœlé, Euphratèse, Syrie Salutaire                           | PILC            | Divisée à nouveau au Bas-Empire. Une province résiduelle de Syrie-Cœlé est conservée, avec Antioche pour capitale. |
| Syrie-Palestine Syria Palaestina                         |                         |                     |                                            |                       |                                                                   |                 | Voir Judée. |
| Syrie-Phénicie Syria Foenice                             | 197                     | 303                 | Tyr ou Émèse                               | Syrie                 | Phénicie, Phénicie Libanaise                                      | PILC            | |
| Thrace Thracia                                           | 46                      |                     | Périnthe Perinthus                         |                       | Thrace, Hæmimont, Europe, Rhodope                                 | PILP            | Royaume client annexé par Claude. Divisée au Bas-Empire : une province résiduelle de Thrace est conservée. |

L'Italie est un cas à part : ce n'est donc pas une province. Disposant d'un statut spécial au Haut-Empire, elle est divisée en onze régions administratives par Auguste. Le statut de ces régions est peu à peu, au cours des IIe et IIIe siècles transformé de manière à ressembler de plus en plus aux provinces. À partir de Dioclétien, au début IVe siècle, l'Italie est découpée en provinces comme le reste de l'Empire. En revanche, Rome (avec la zone de 100 000 pas autour de la ville) a toujours conservé un statut extra-provincial ; il en fut de même pour Constantinople au Bas-Empire.

## Localisation
Localisation au début du IIe siècle et indication de la capitale provinciale :

Provinces romaines
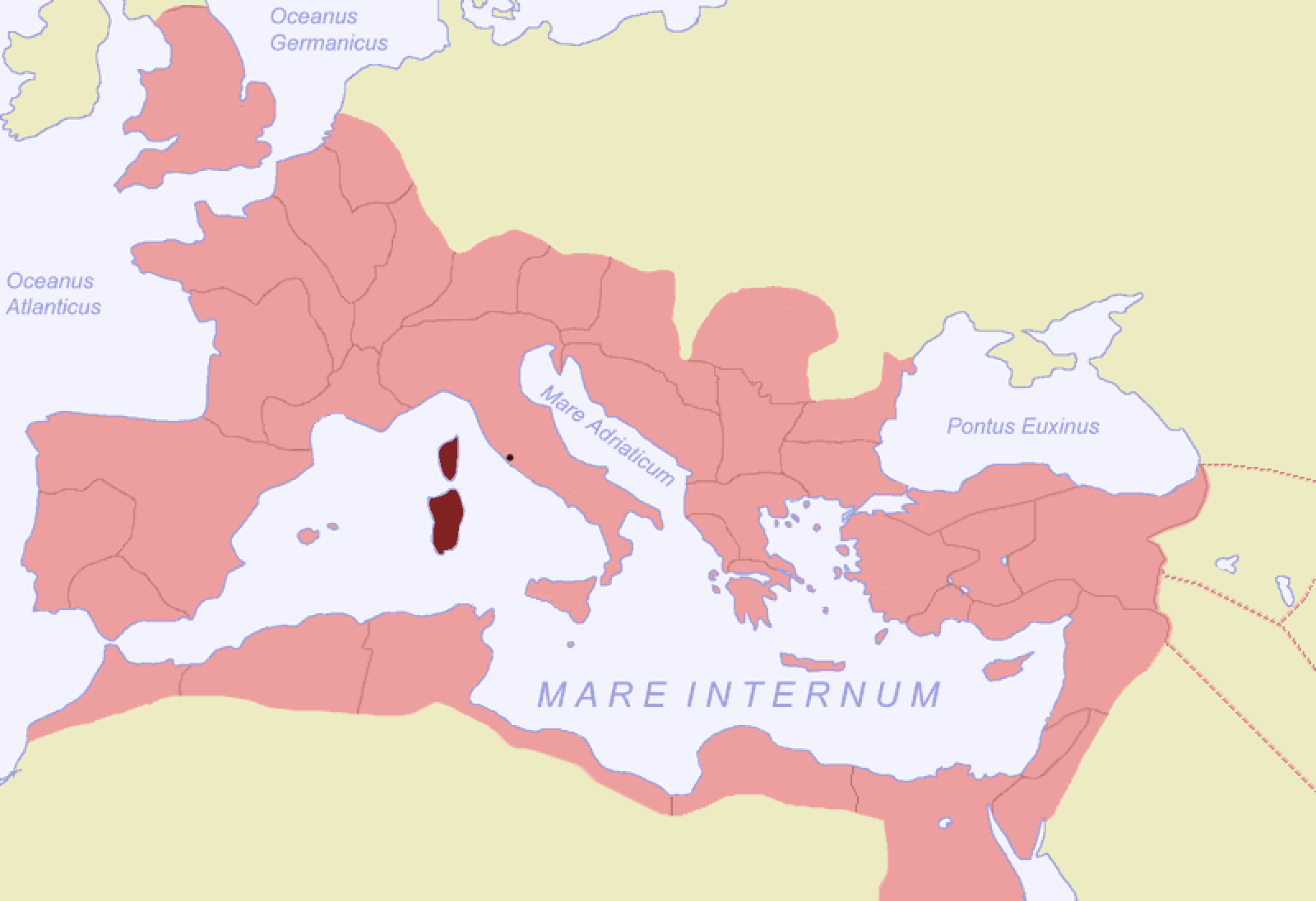
Corse-Sardaigne (Corsica et Sardinia) Aleria - Carales
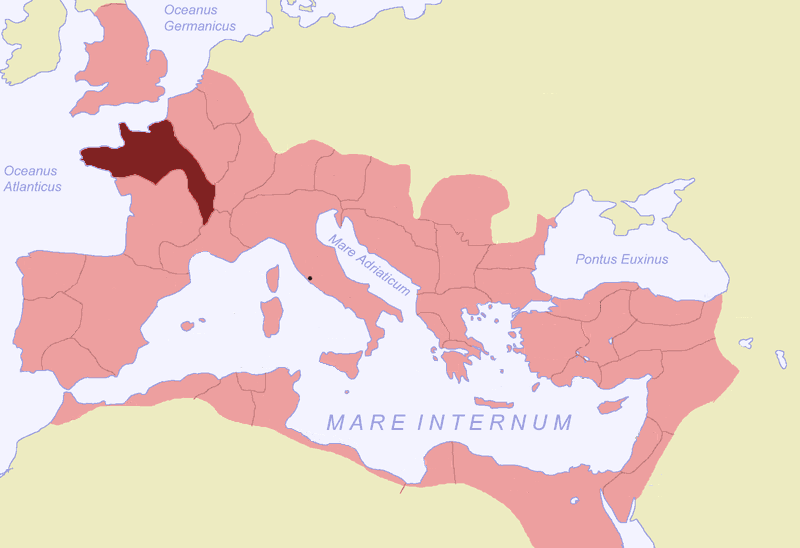
Gaule lyonnaise (Gallia Lugdunensis) Lugdunum
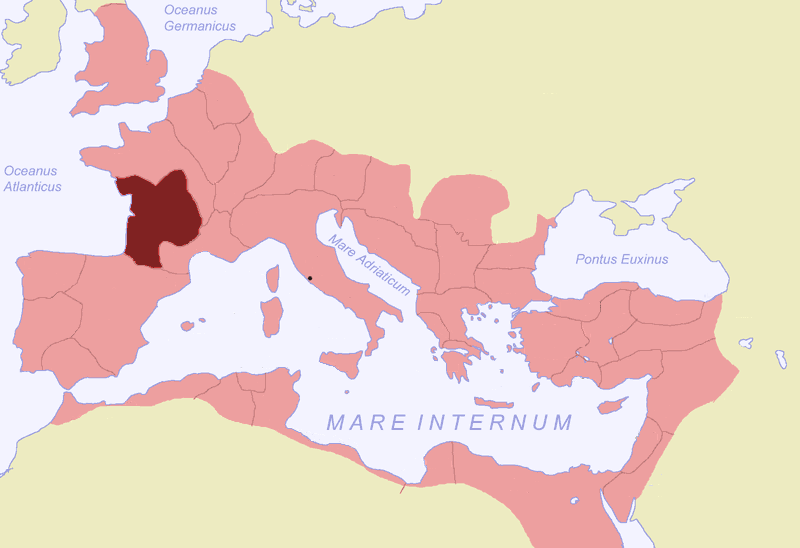
Gaule aquitaine (Gallia Aquitania) Mediolanum Santonum puis Burdigala
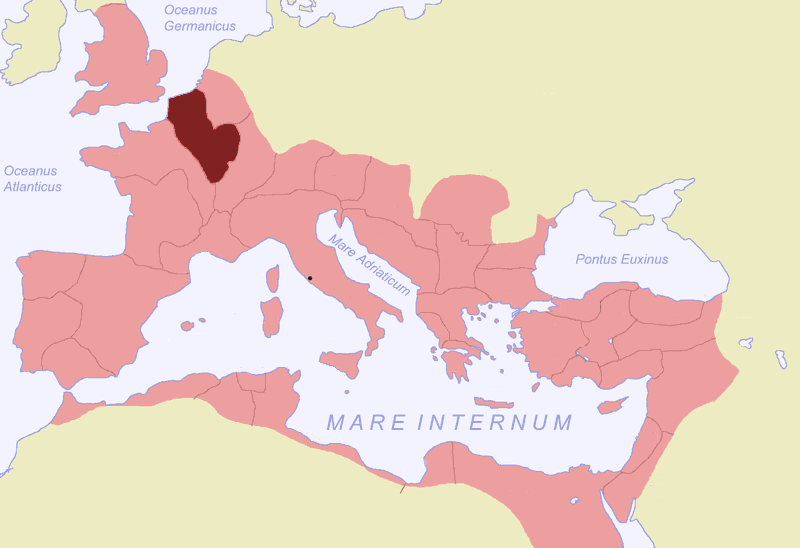
Gaule belgique (Gallia Belgica) Durocortorum
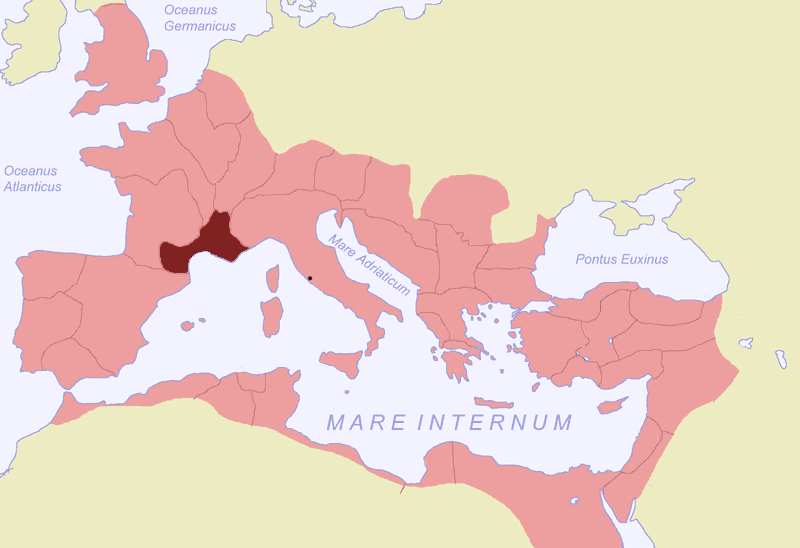
Gaule narbonnaise (Gallia Narbonensis) Narbo Martius
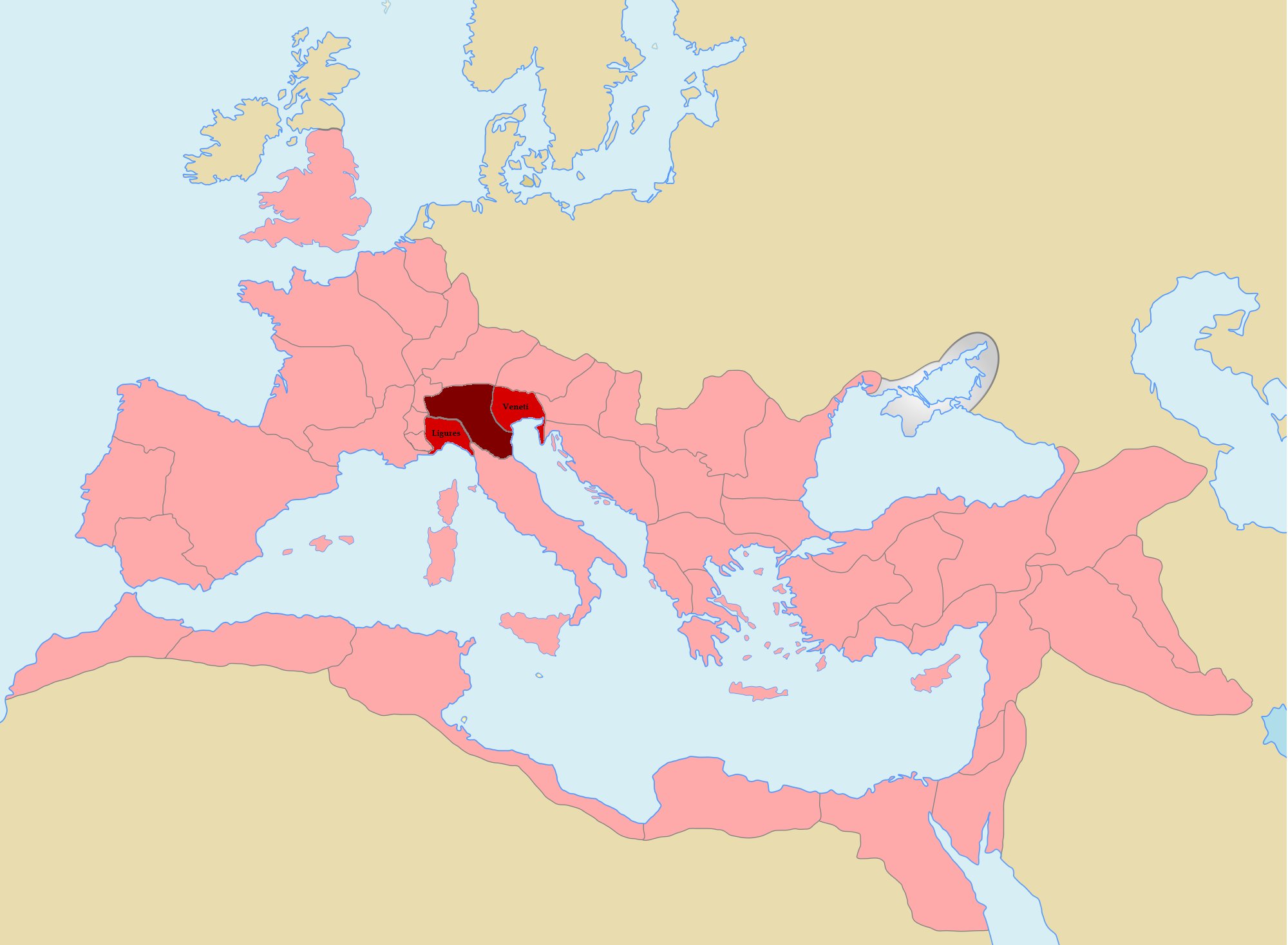
Gaule cisalpine (Gallia Cisalpina)
Alpes cottiennes (Alpes Cottiae) Segusio
Alpes Maritimes (Alpes Maritimae) Cemelenum
Alpes grées et Alpes pennines (Alpes Graiæ et Alpes Poenninae) Axima, Octodorum
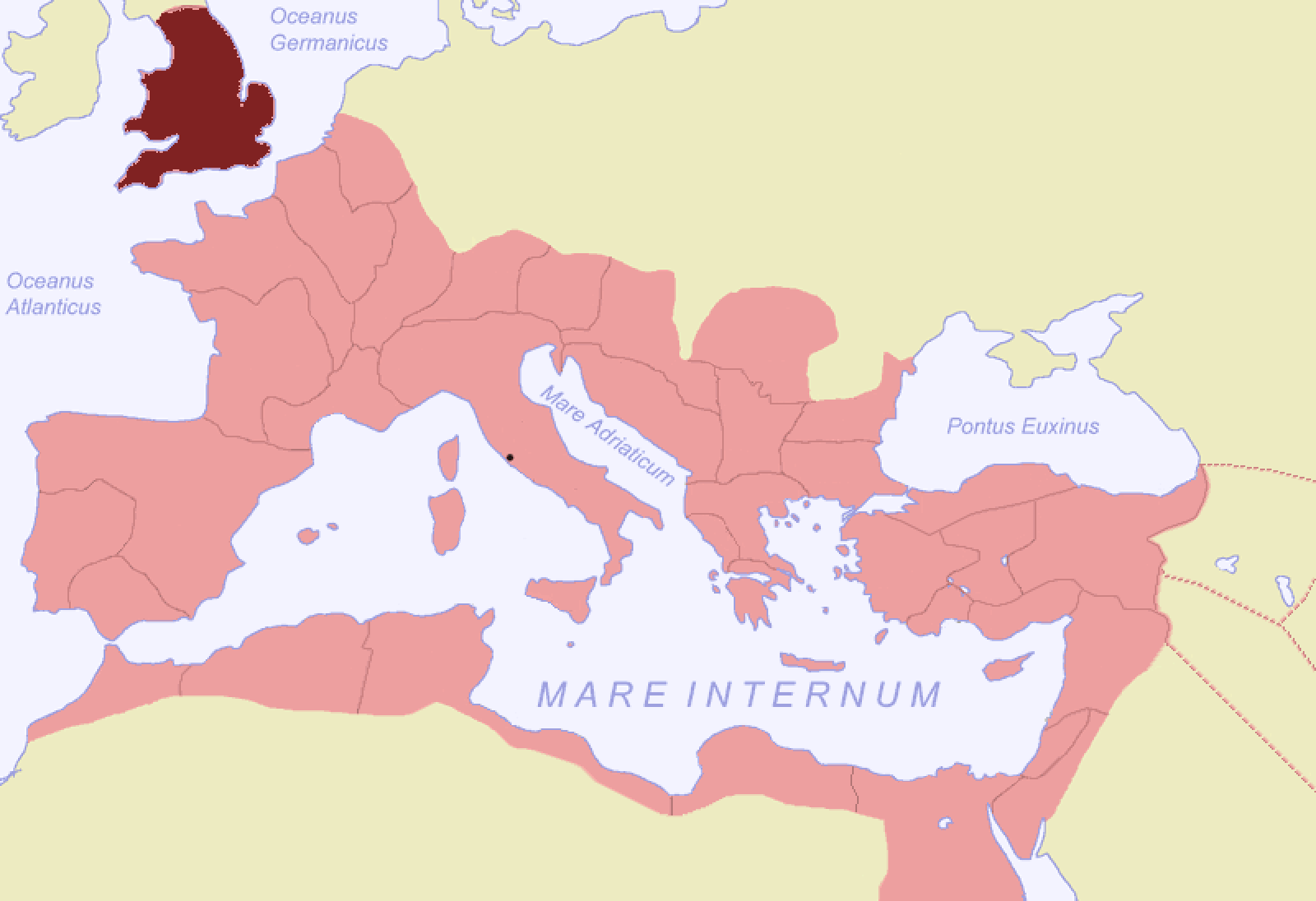
Bretagne (Britannia) Camulodunum
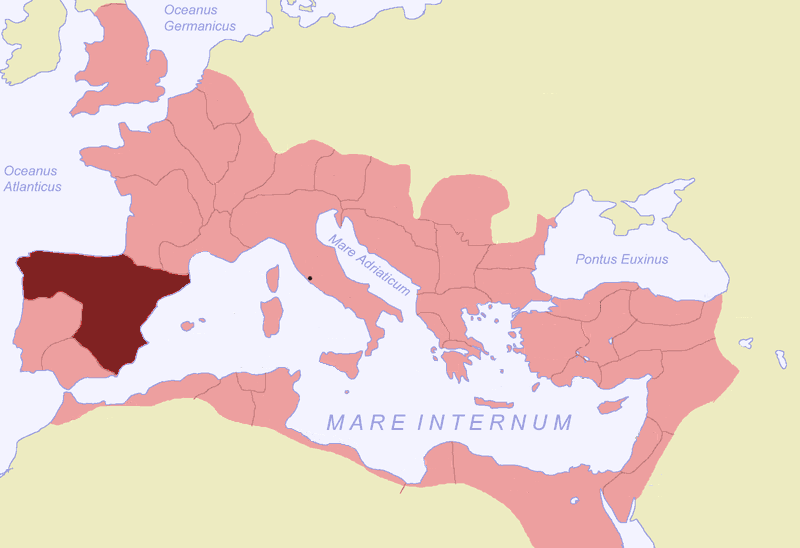
Hispanie Tarraconaise (Hispania Tarraconensis) Tarraco
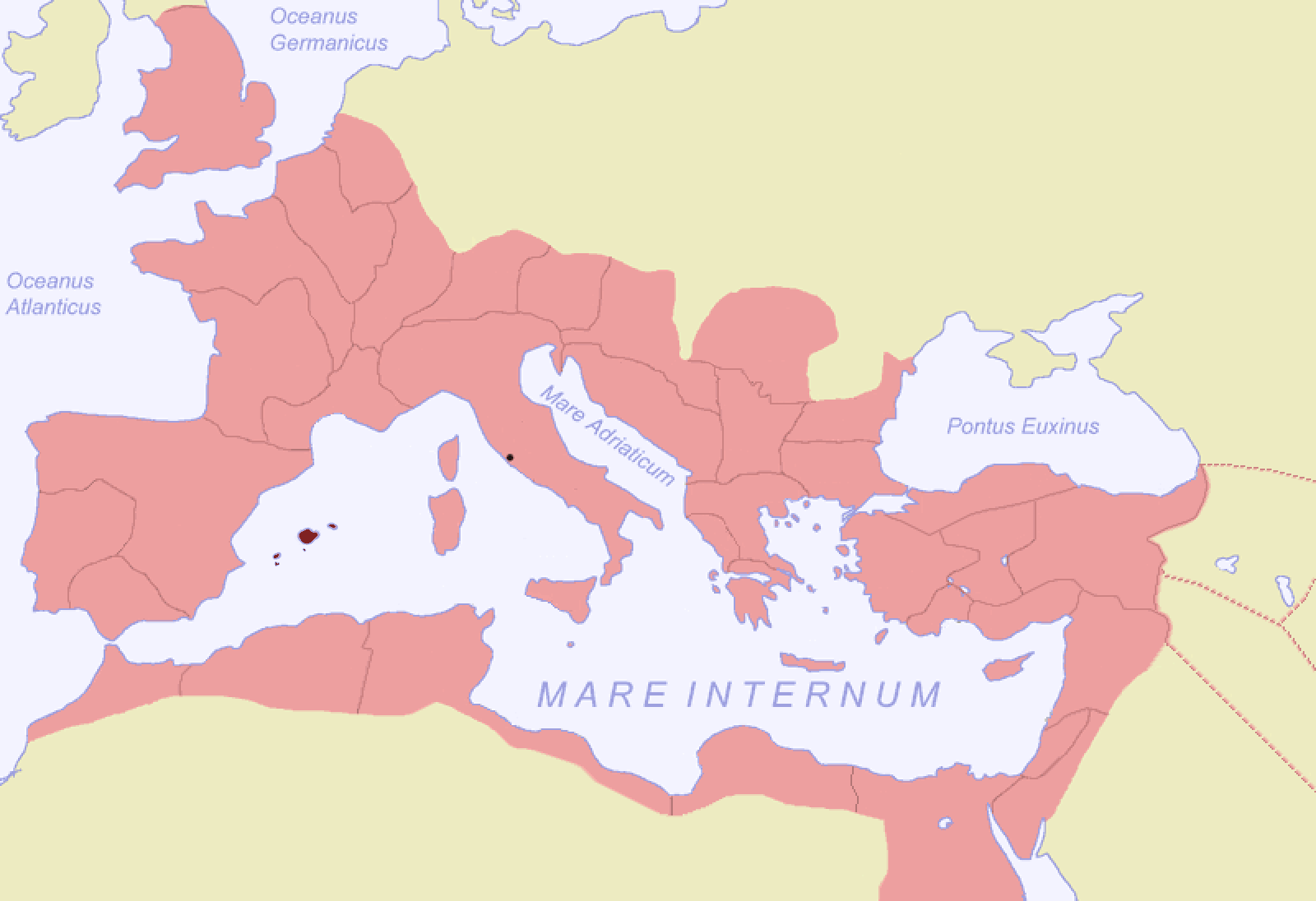
Baléares (Baleares)
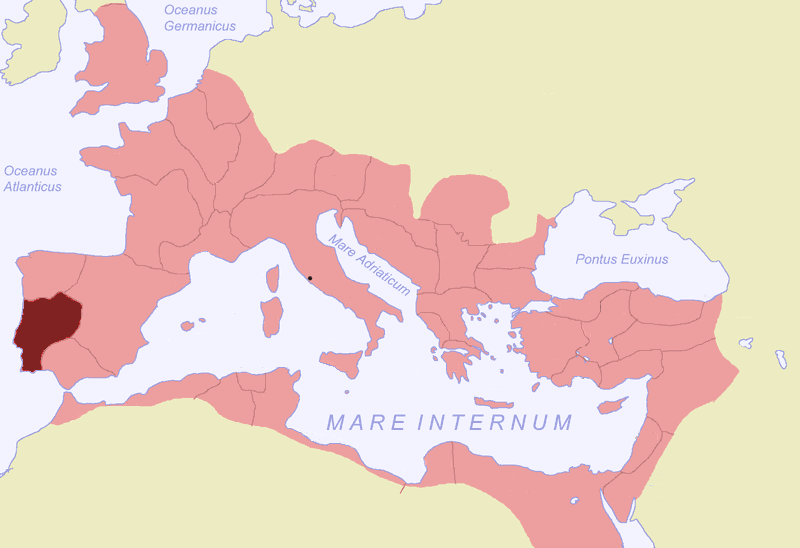
Lusitanie (Lusitania) Emerita Augusta
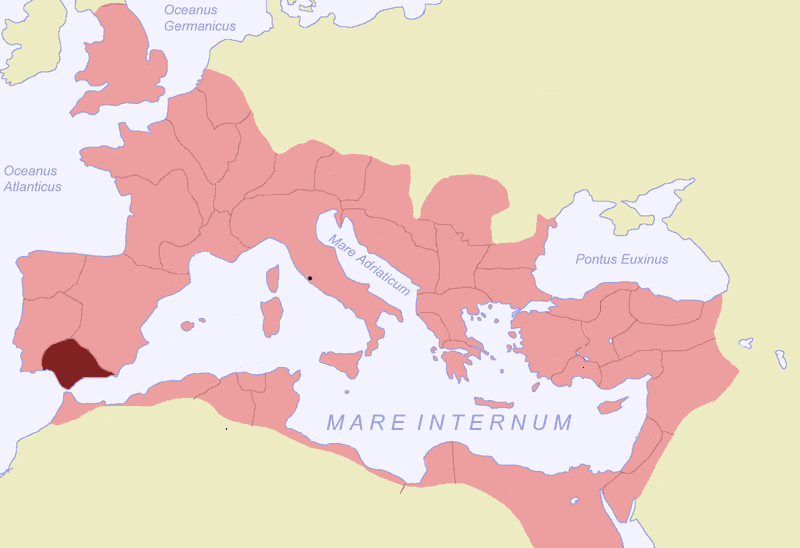
Bétique (Baetica) Corduba
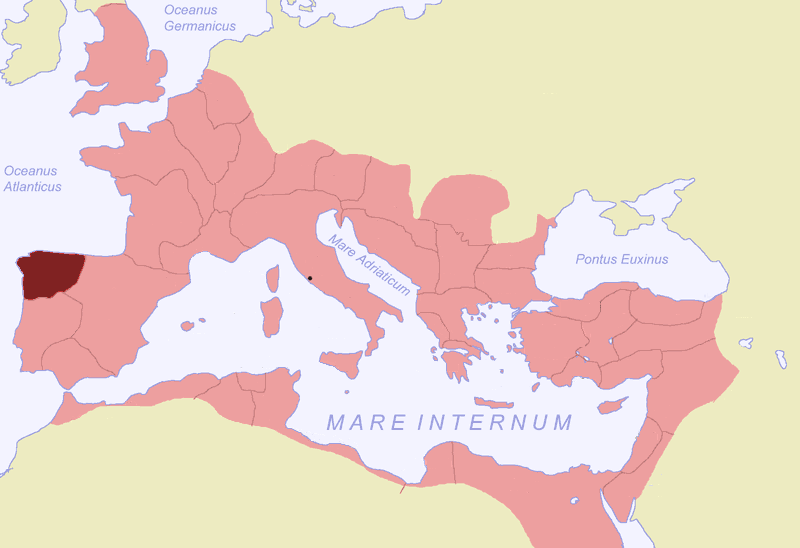
Galice et Asturies (Galleacia et Asturia) Braga
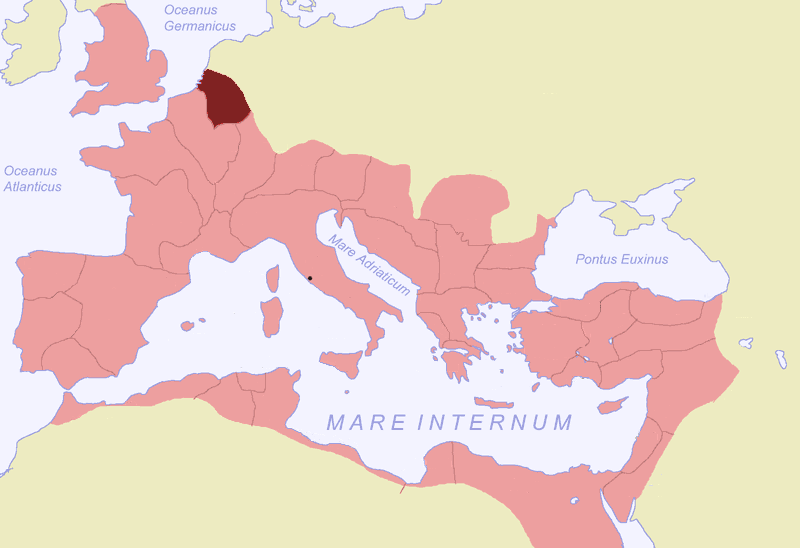
Germanie inférieure (Germania Inferior) Colonia Agrippina
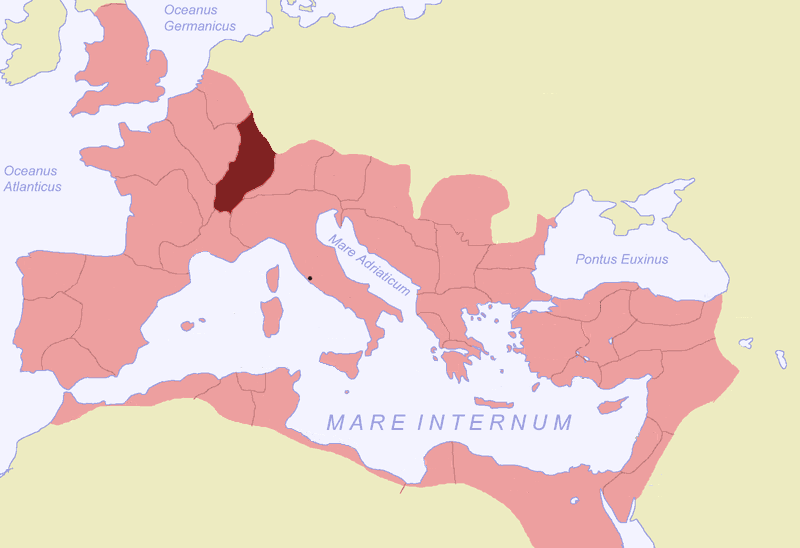
Germanie supérieure (Germania Superior) Mogontiacum
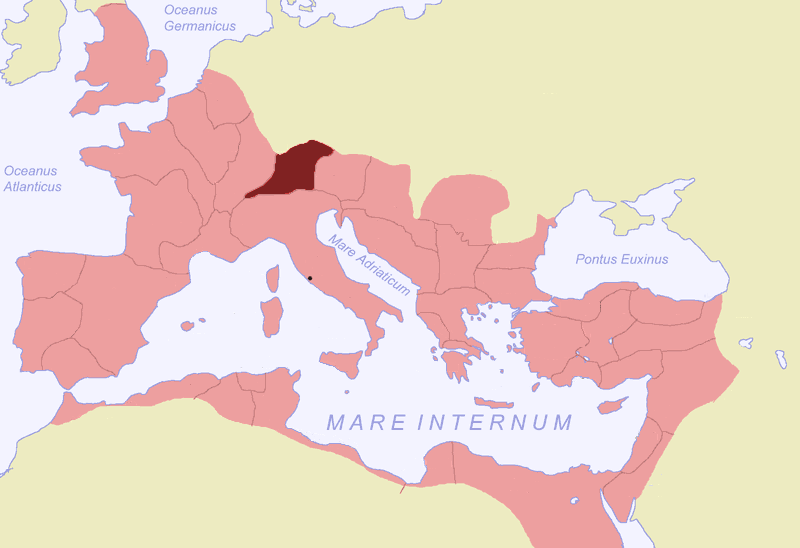
Rhétie (Raetia) Augusta Vindelicorum
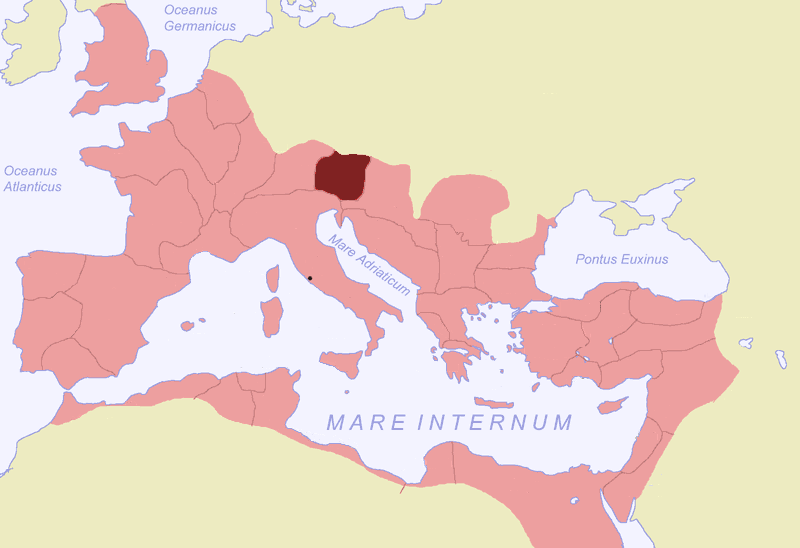
Norique (Noricum) Ovilava
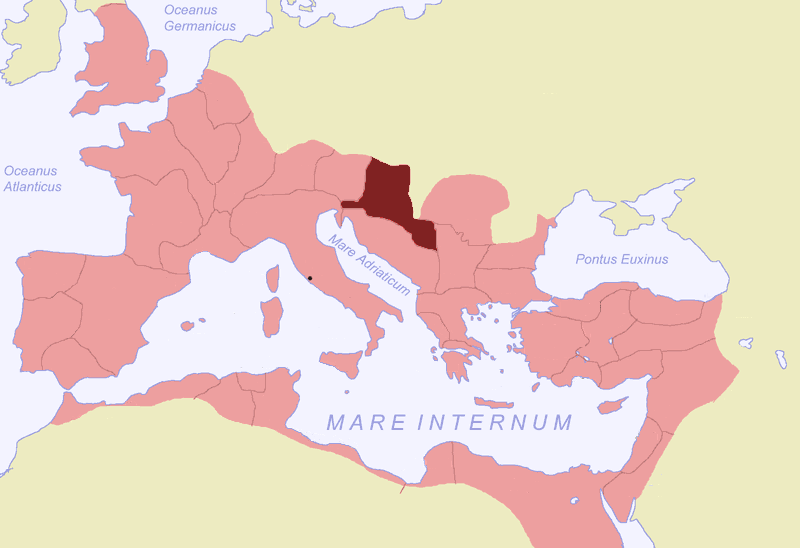
Pannonie (Pannonia) Aquincum
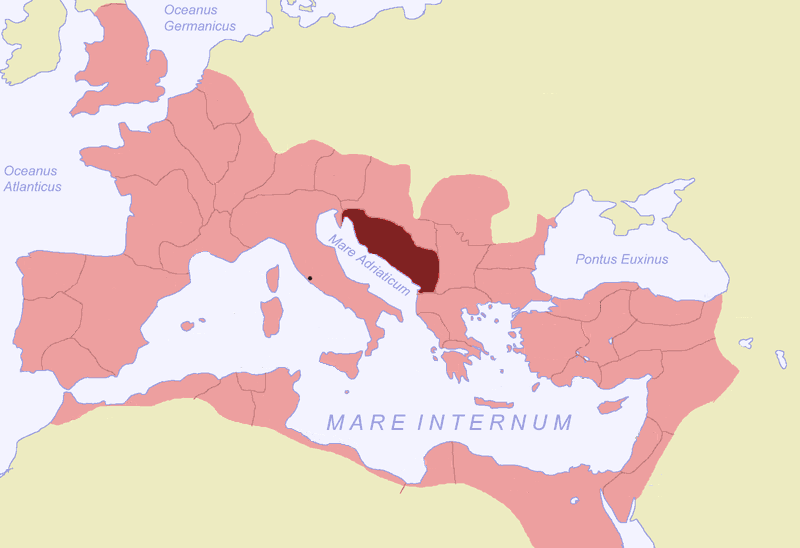
Dalmatie (Dalmatia) Salonae
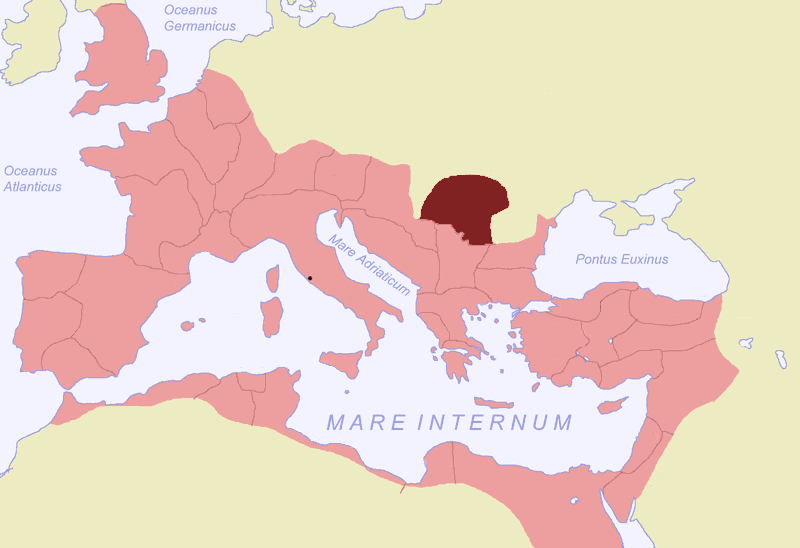
Dacie (Dacia) Sarmizegetusa
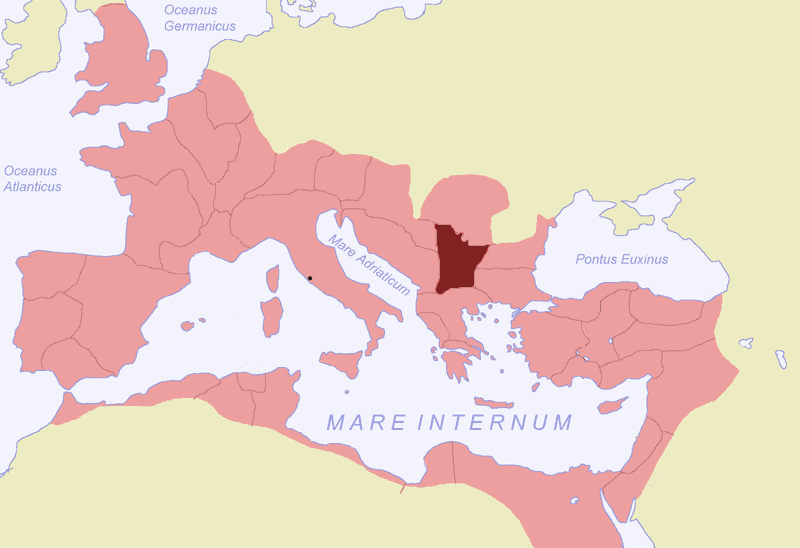
Mésie supérieure (Moesia Superior) Naissus
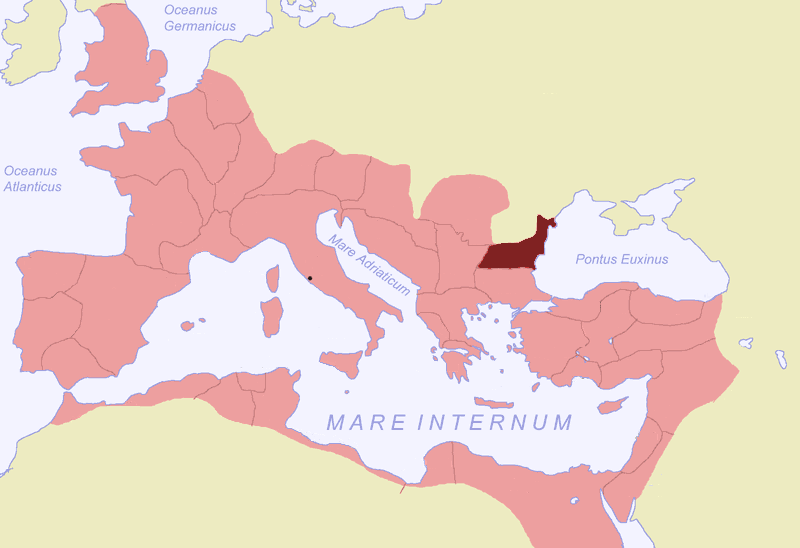
Mésie inférieure (Moesia Inferior) Tomi
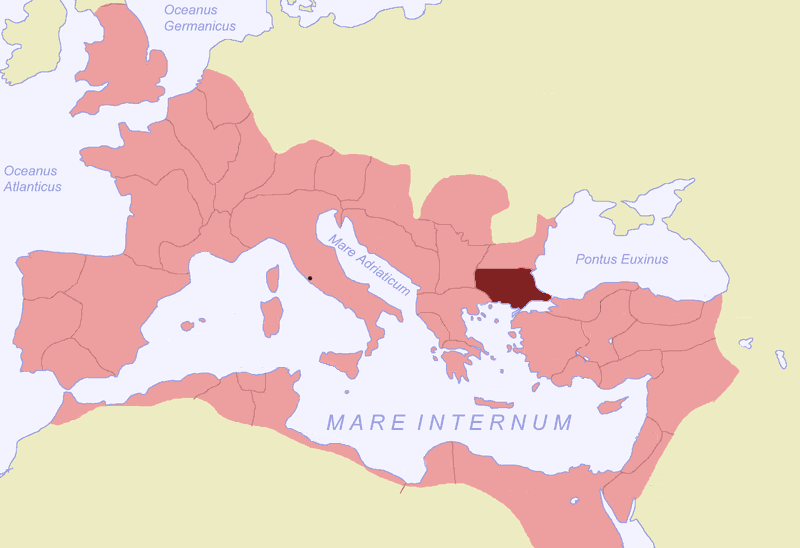
Thrace (Thracia) Perinthus
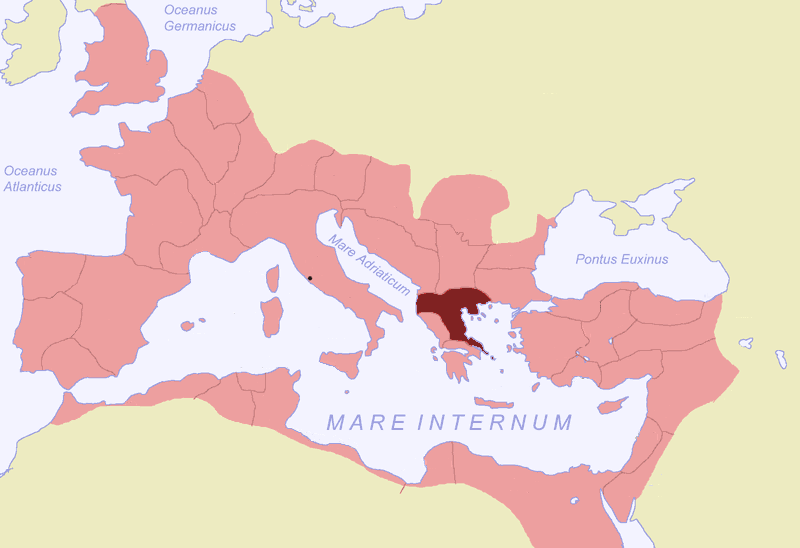
Macédoine (Macedonia) Thessalonique
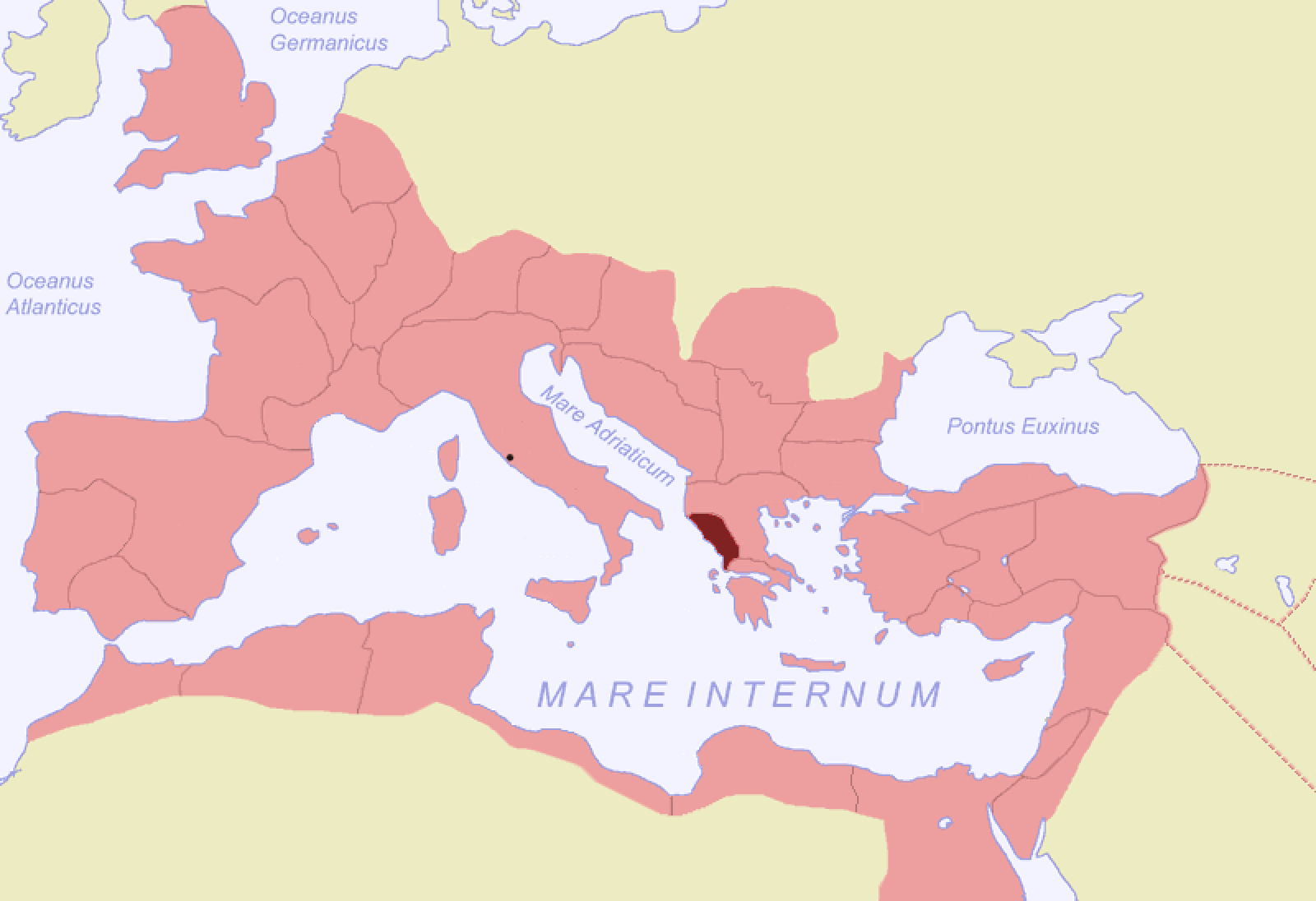
Épire (Epirus) Actia Nicopolis
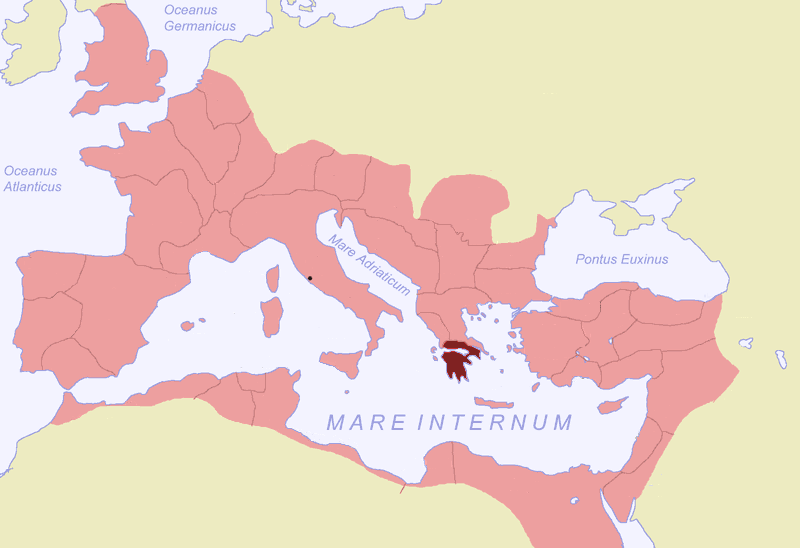
Achaïe (Achaea) Corinthe
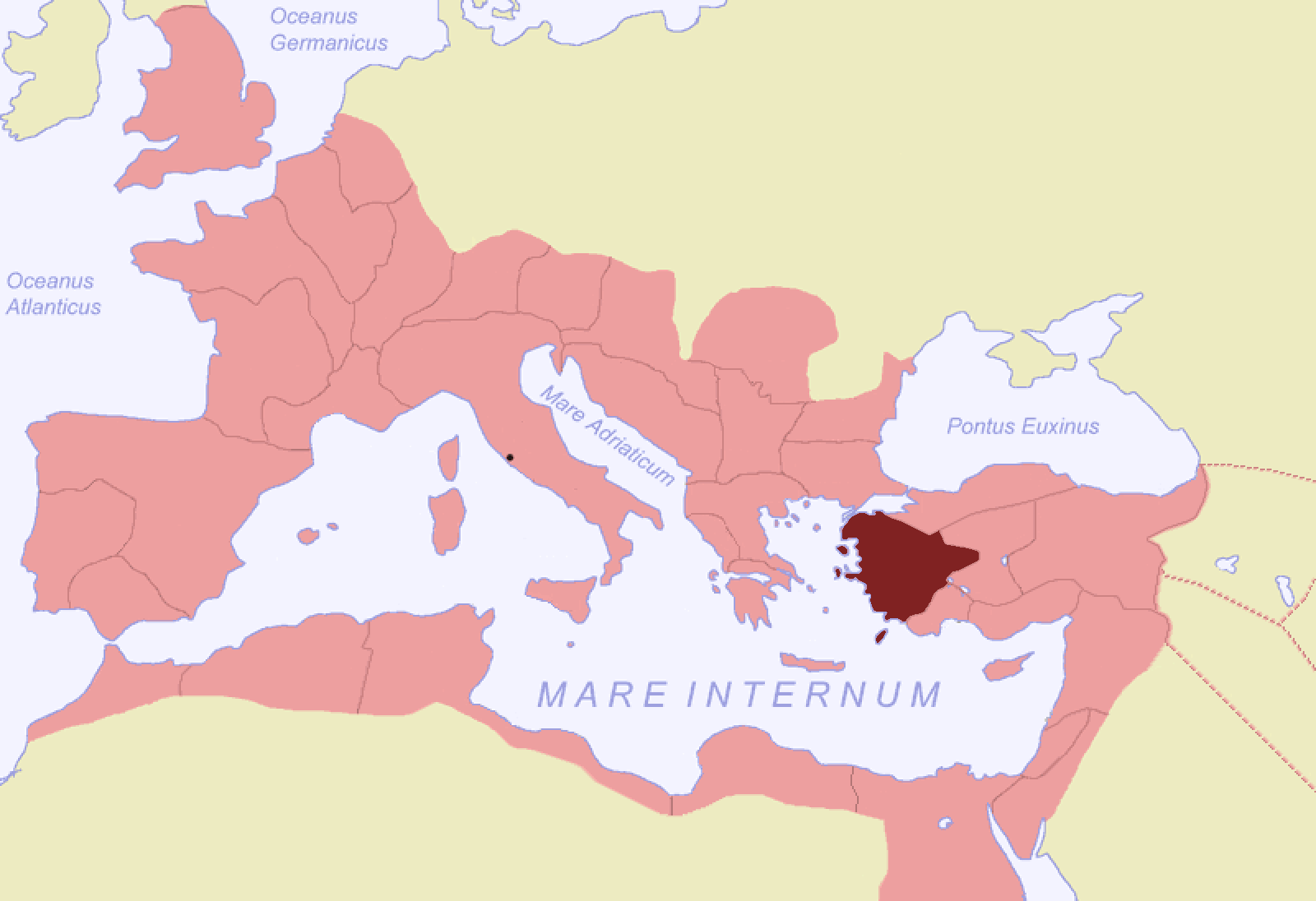
Asie (Asia) Éphèse
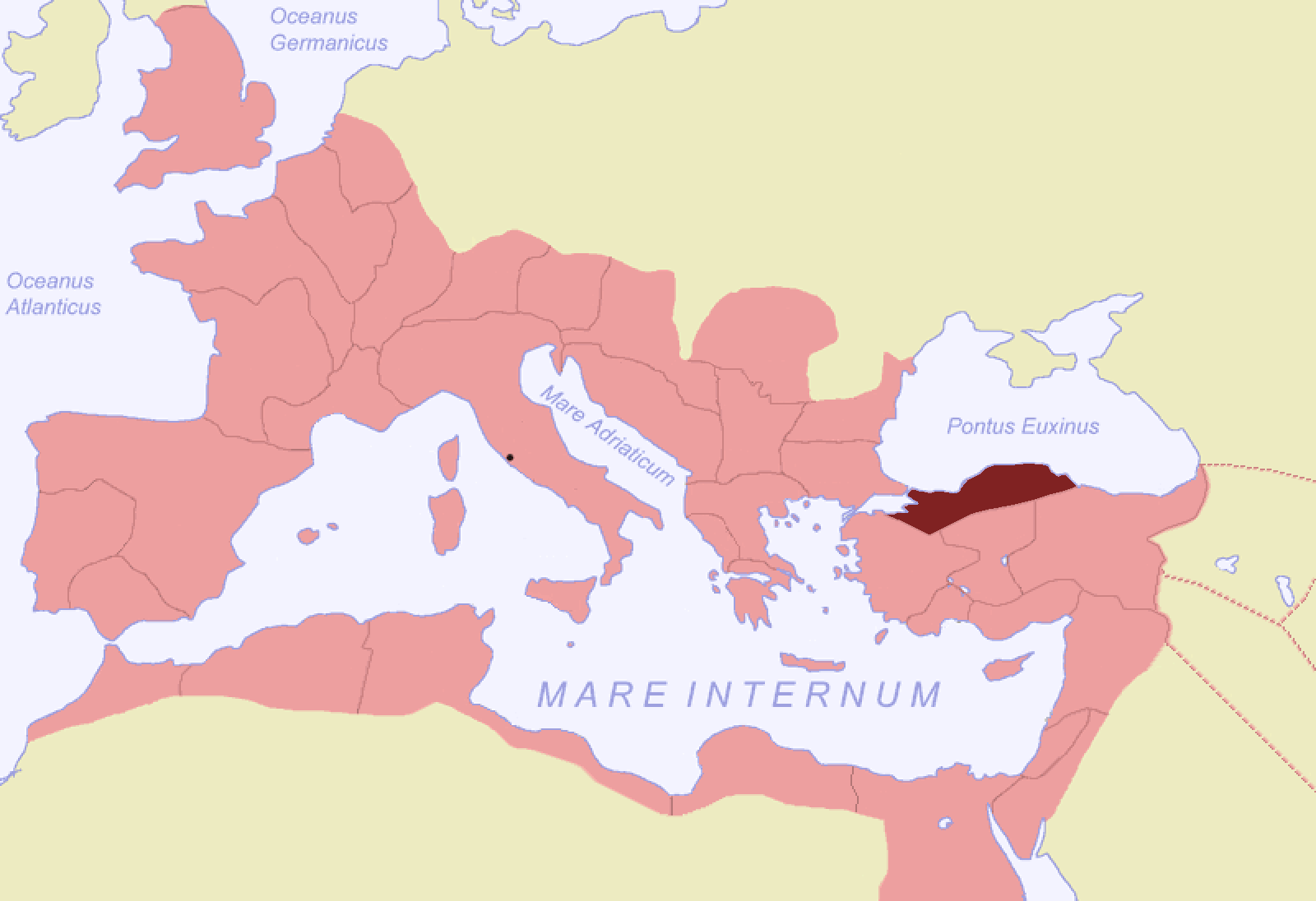
Bithynie et le Pont (Bithynia et Pontus) Nicomédie
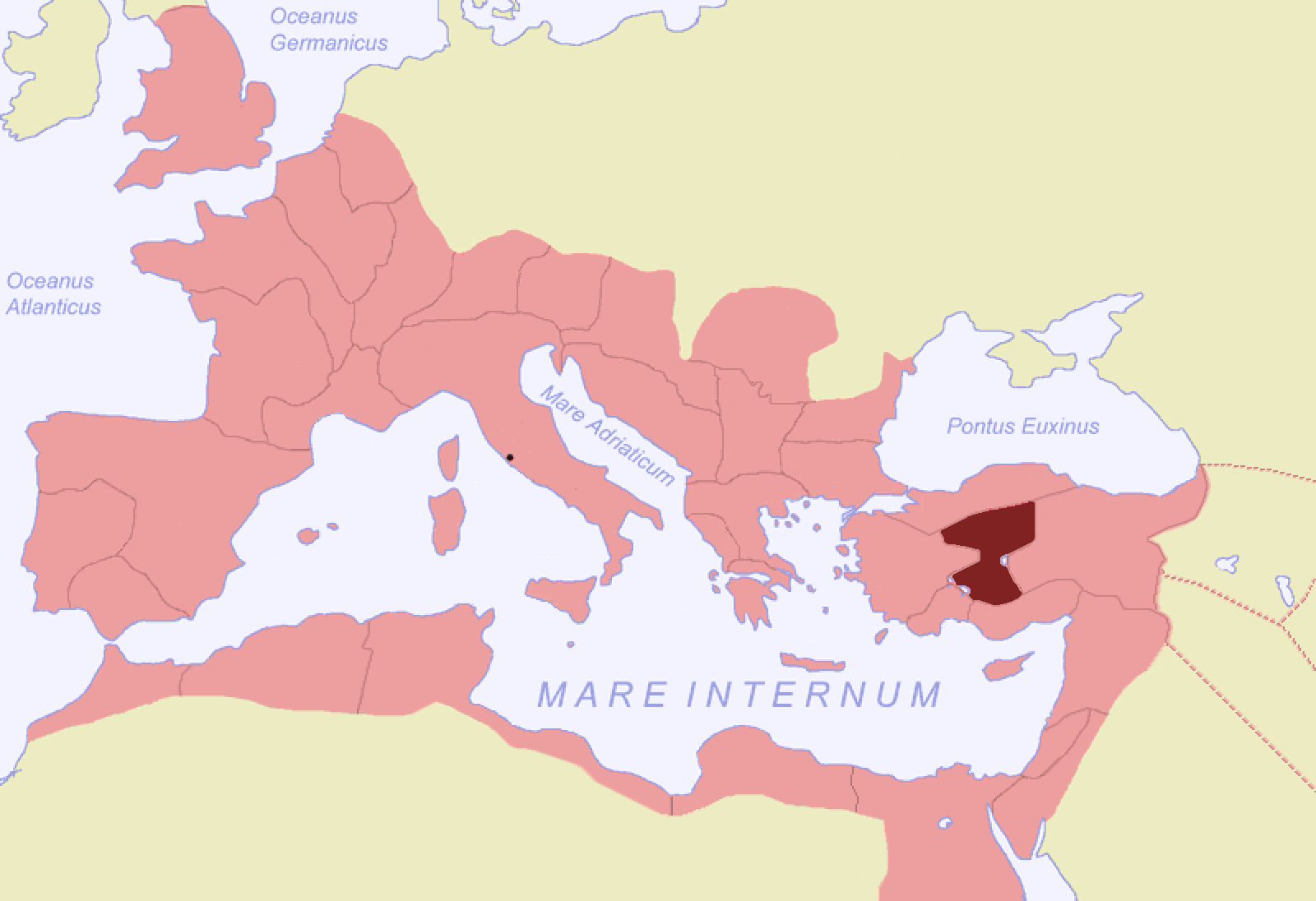
Galatie (Galatia) Ancyre
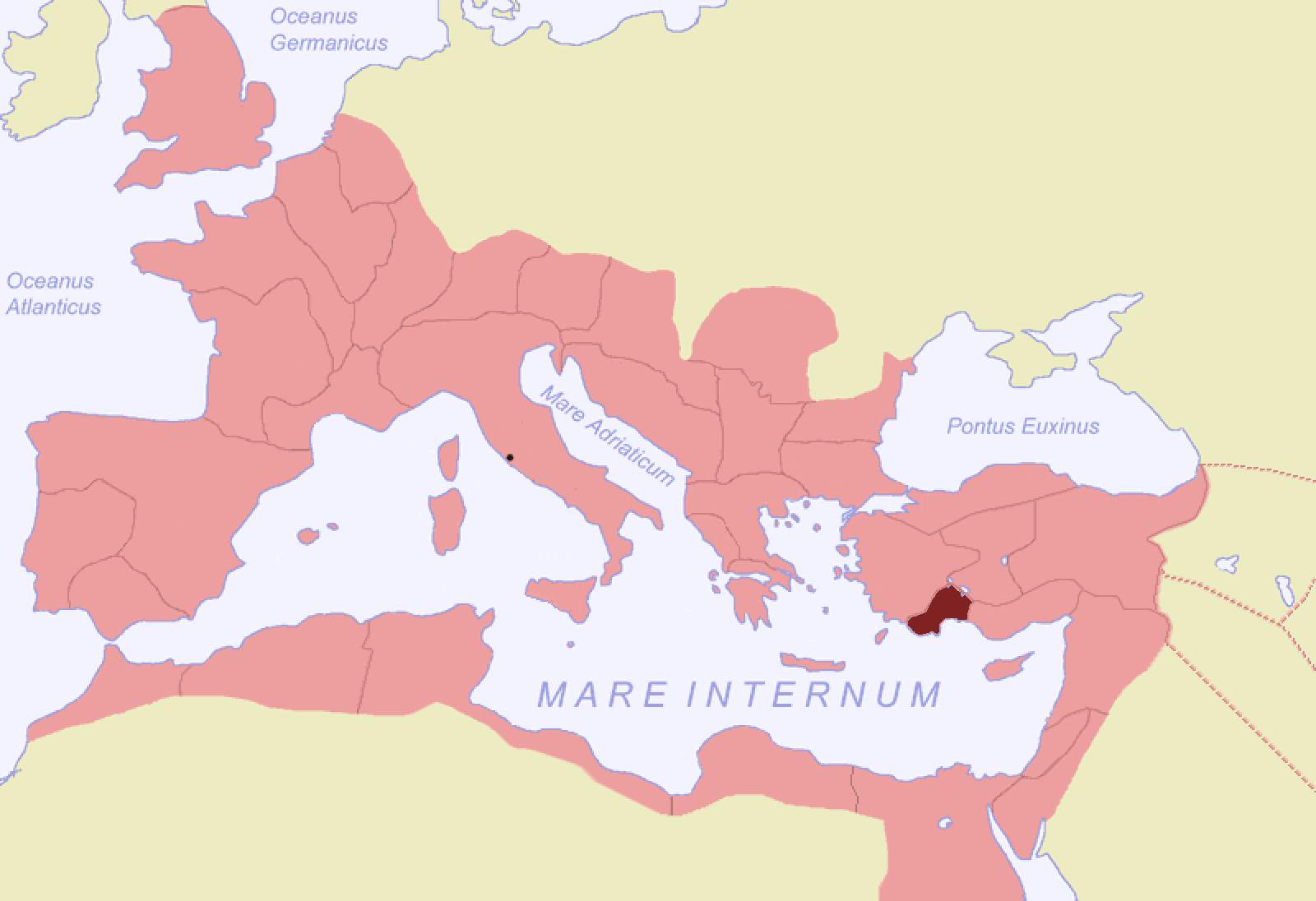
Lycie et Pamphylie (Lycia et Pamphylia) Myra
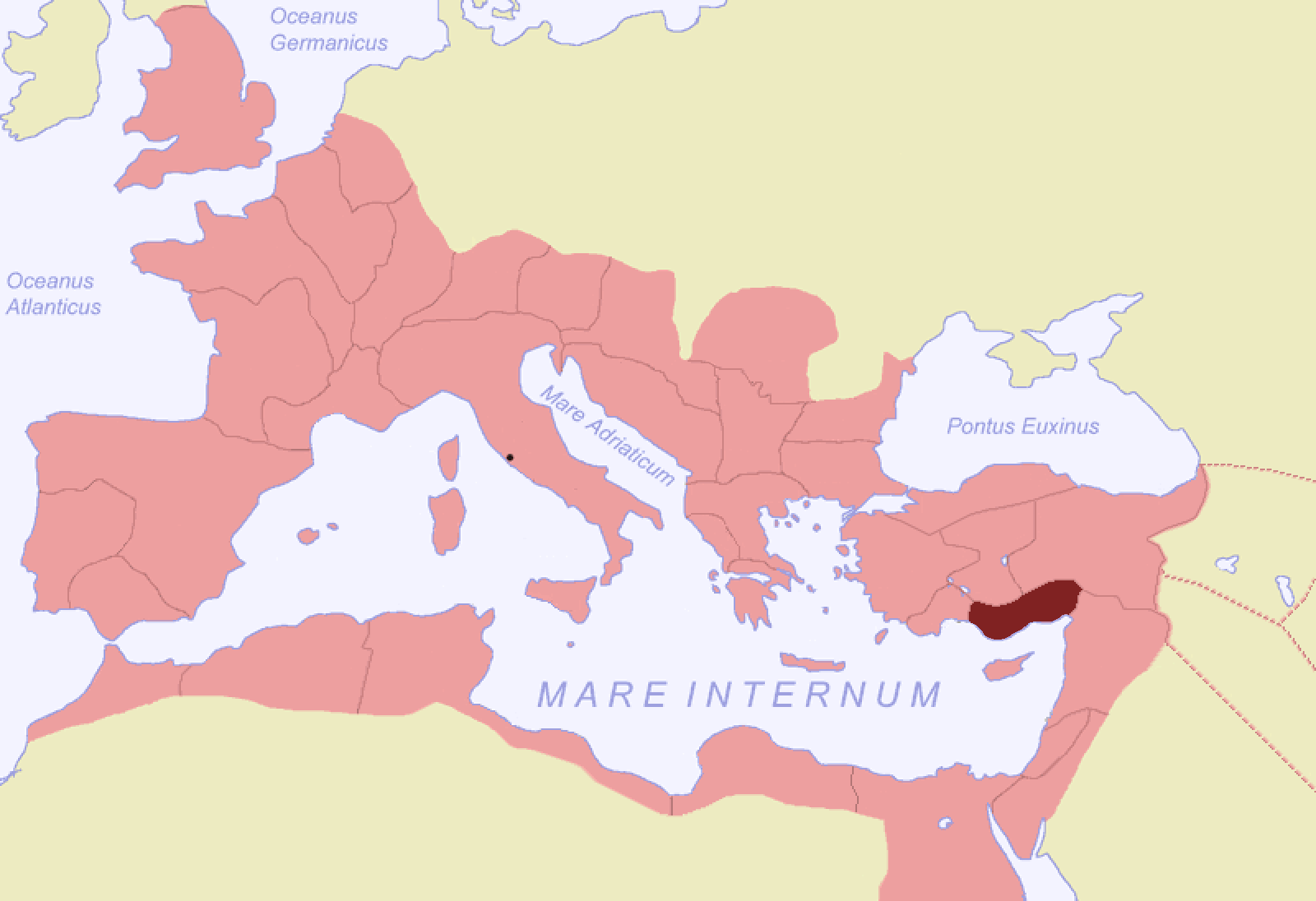
Cilicie (Cilicia) Tarse
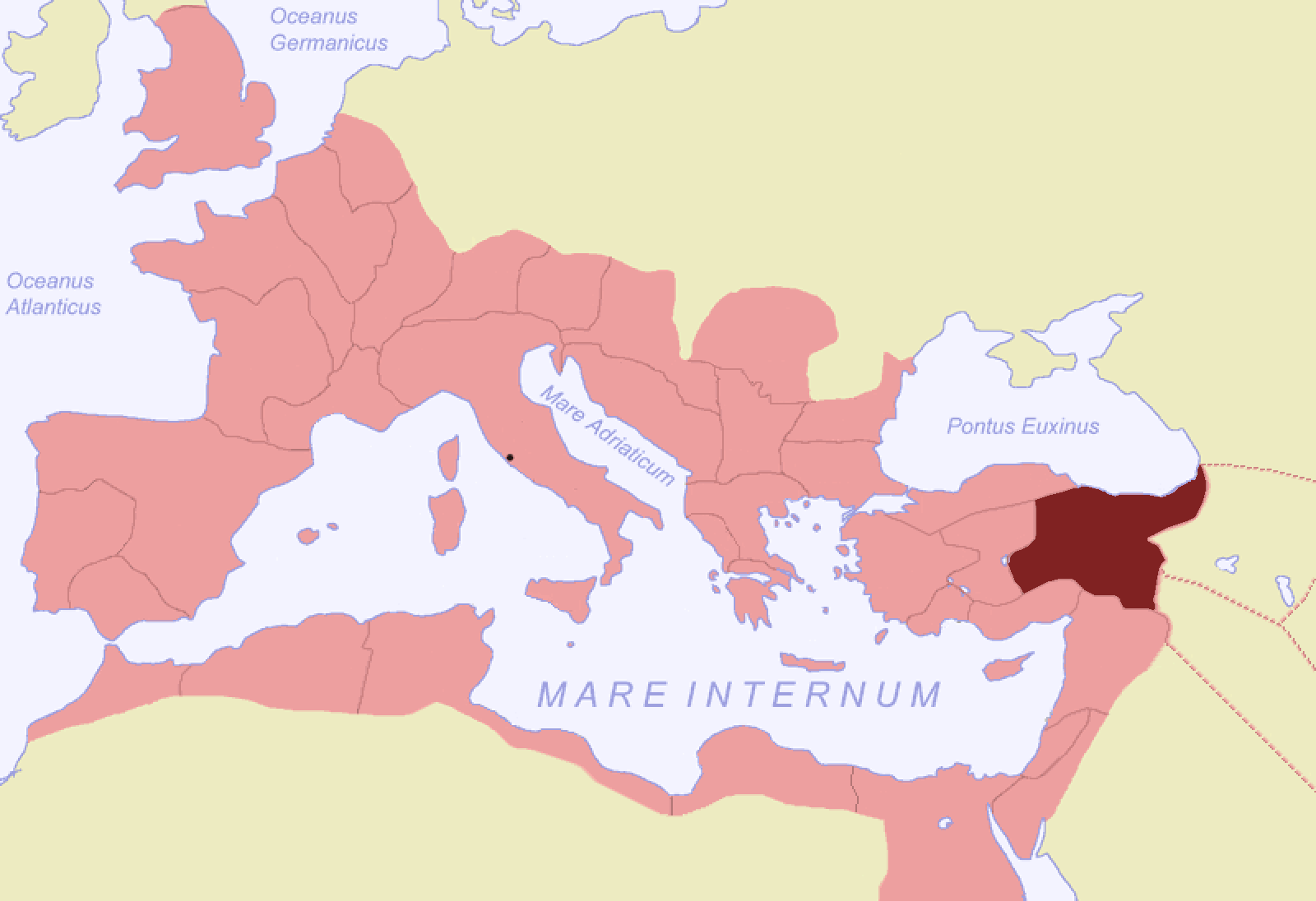
Cappadoce (Cappadocia) Césarée de Cappadoce
Arménie (Armenia)
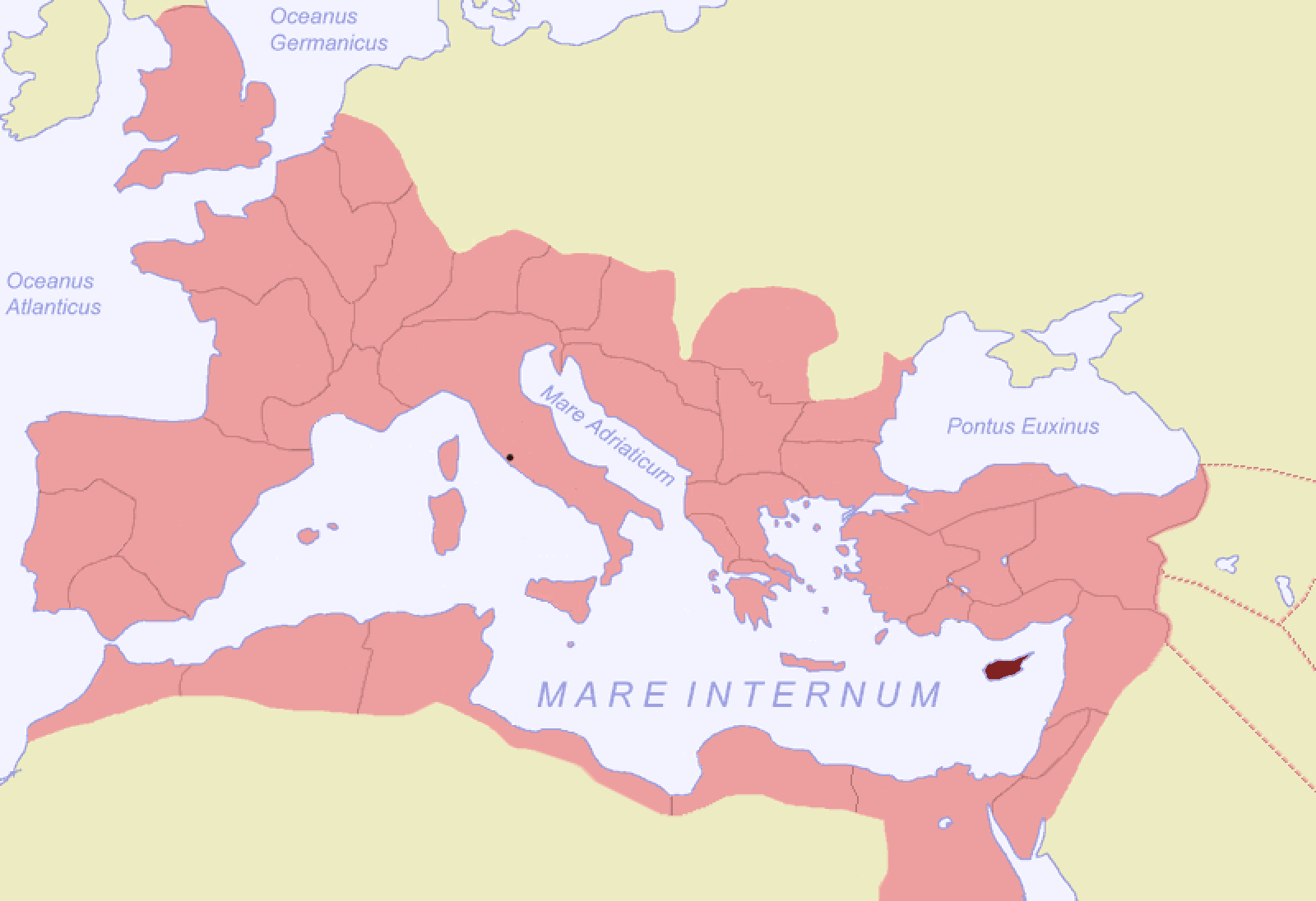
Chypre (Cyprus) Paphos
Mésopotamie (Mesopotamia)
Assyire (Assyria)
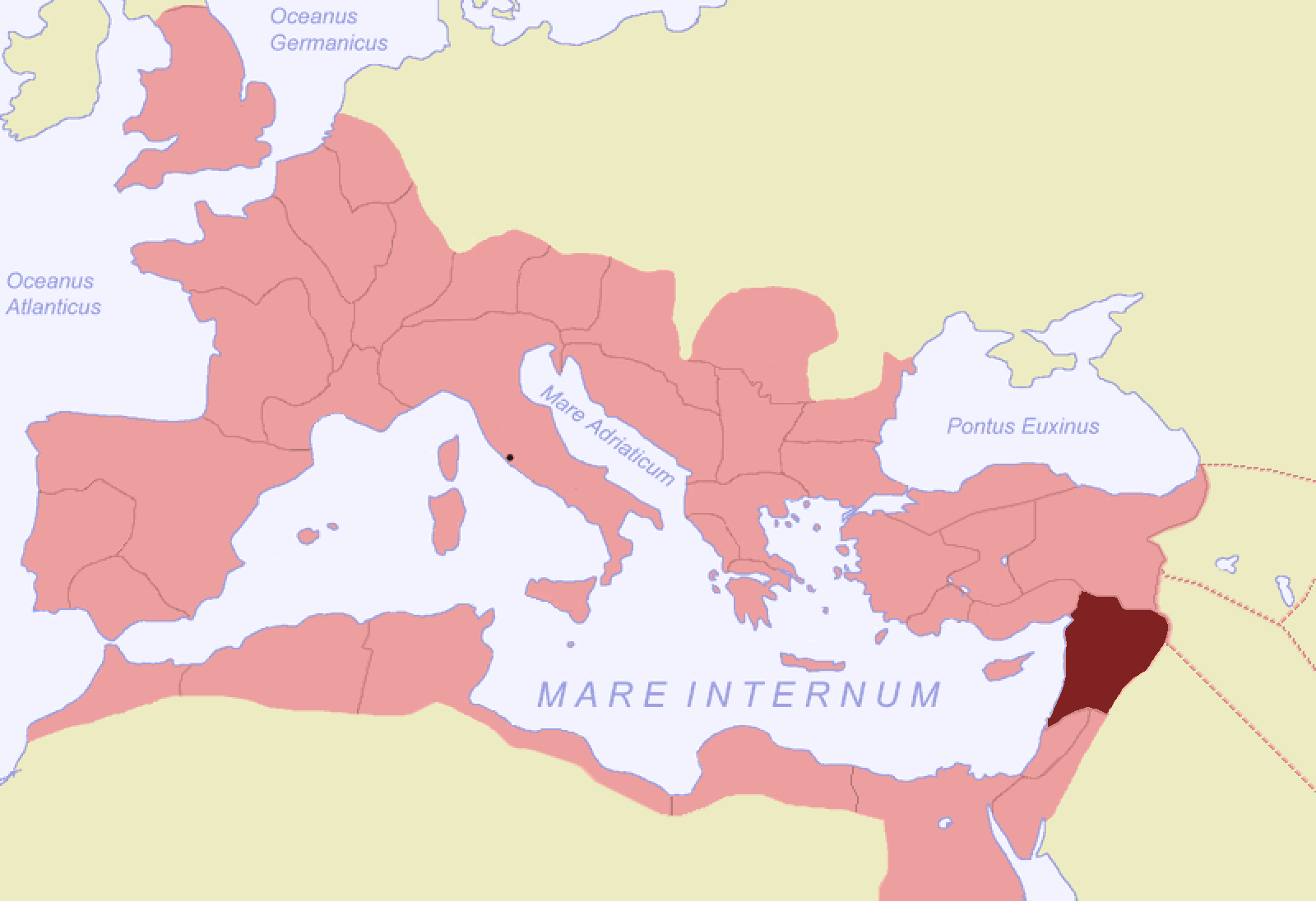
Syrie (Syria) Antioche
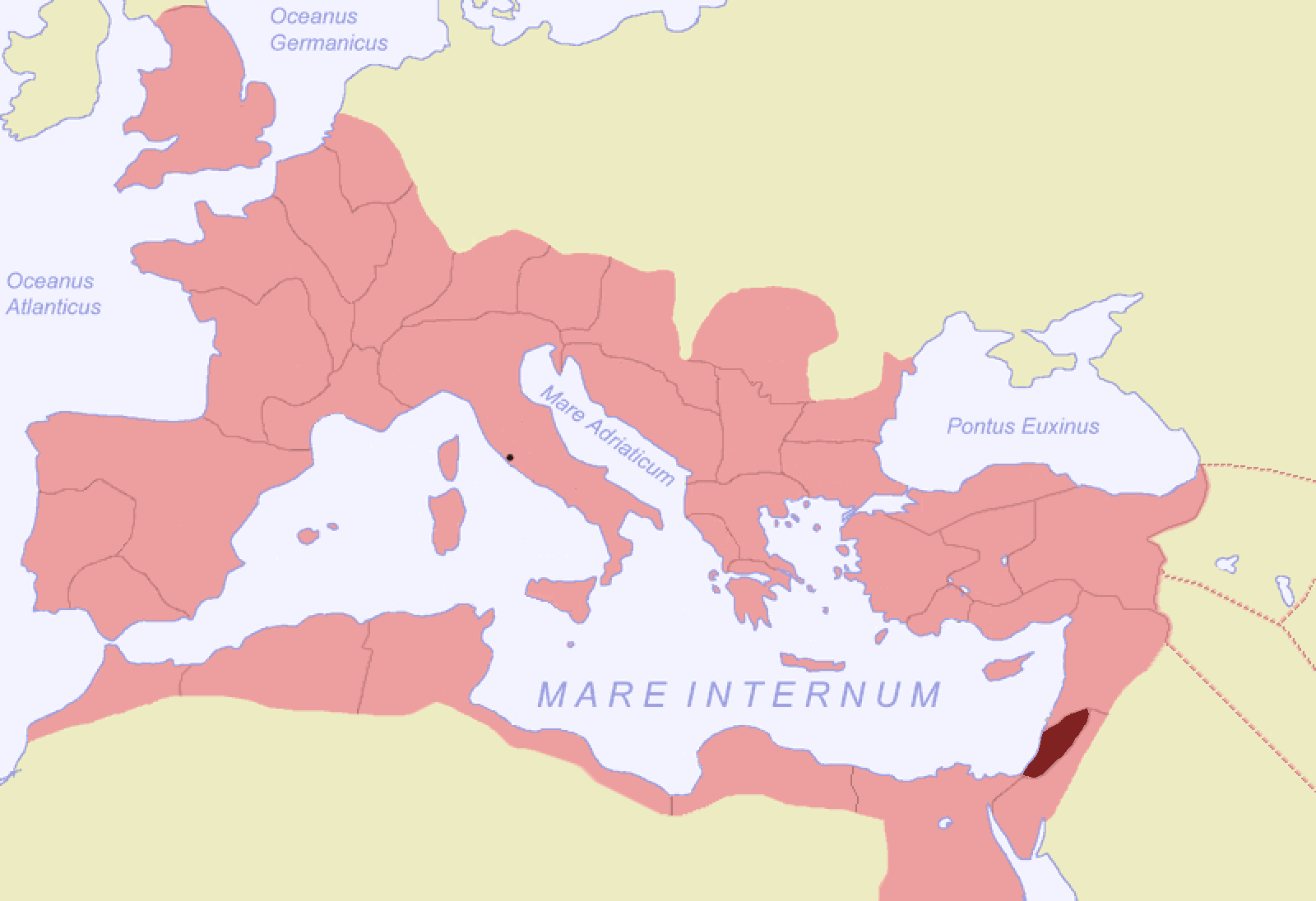
Judée (Iudaea) Caesarea Maritima
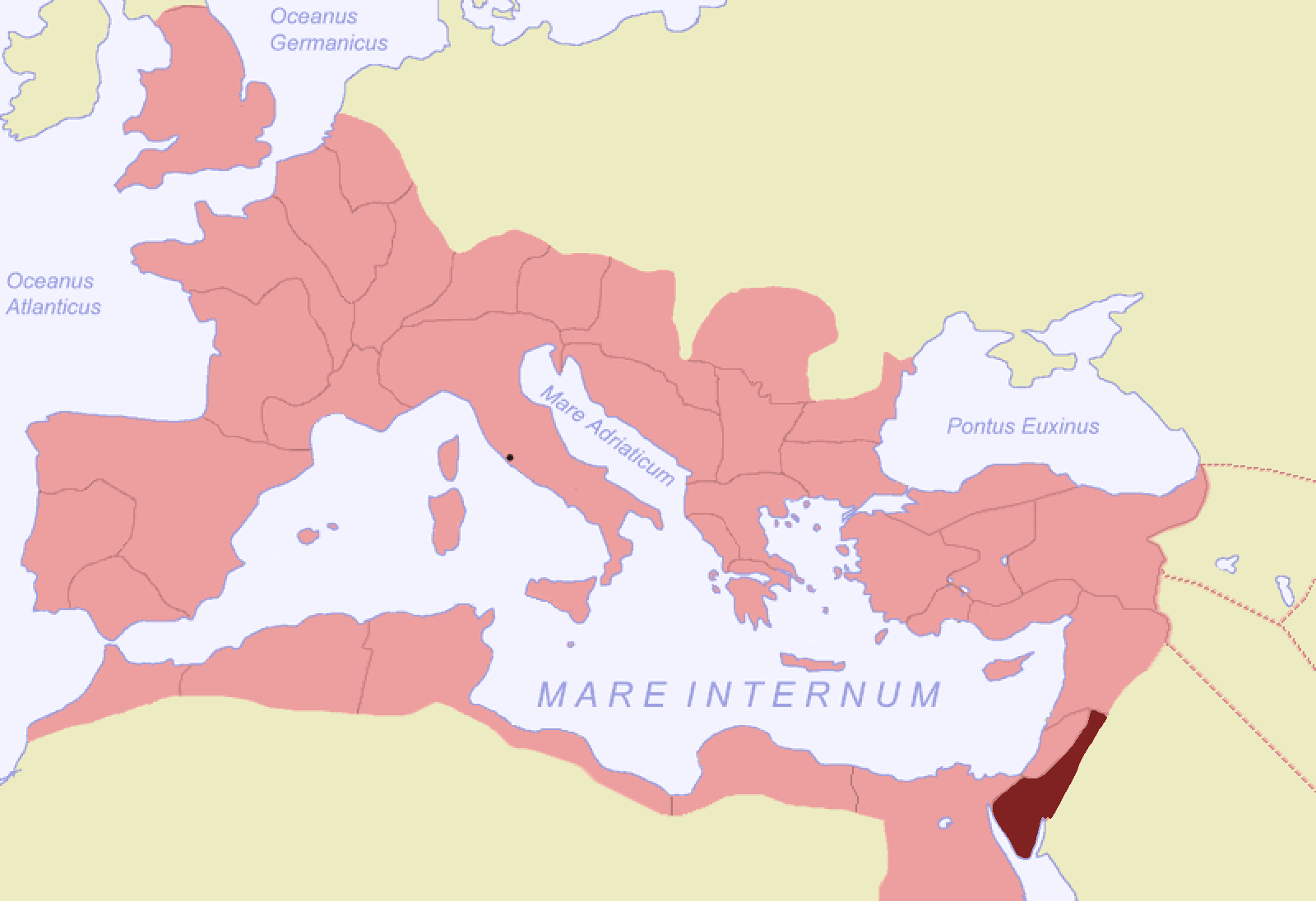
Arabie (Arabia) Bosra
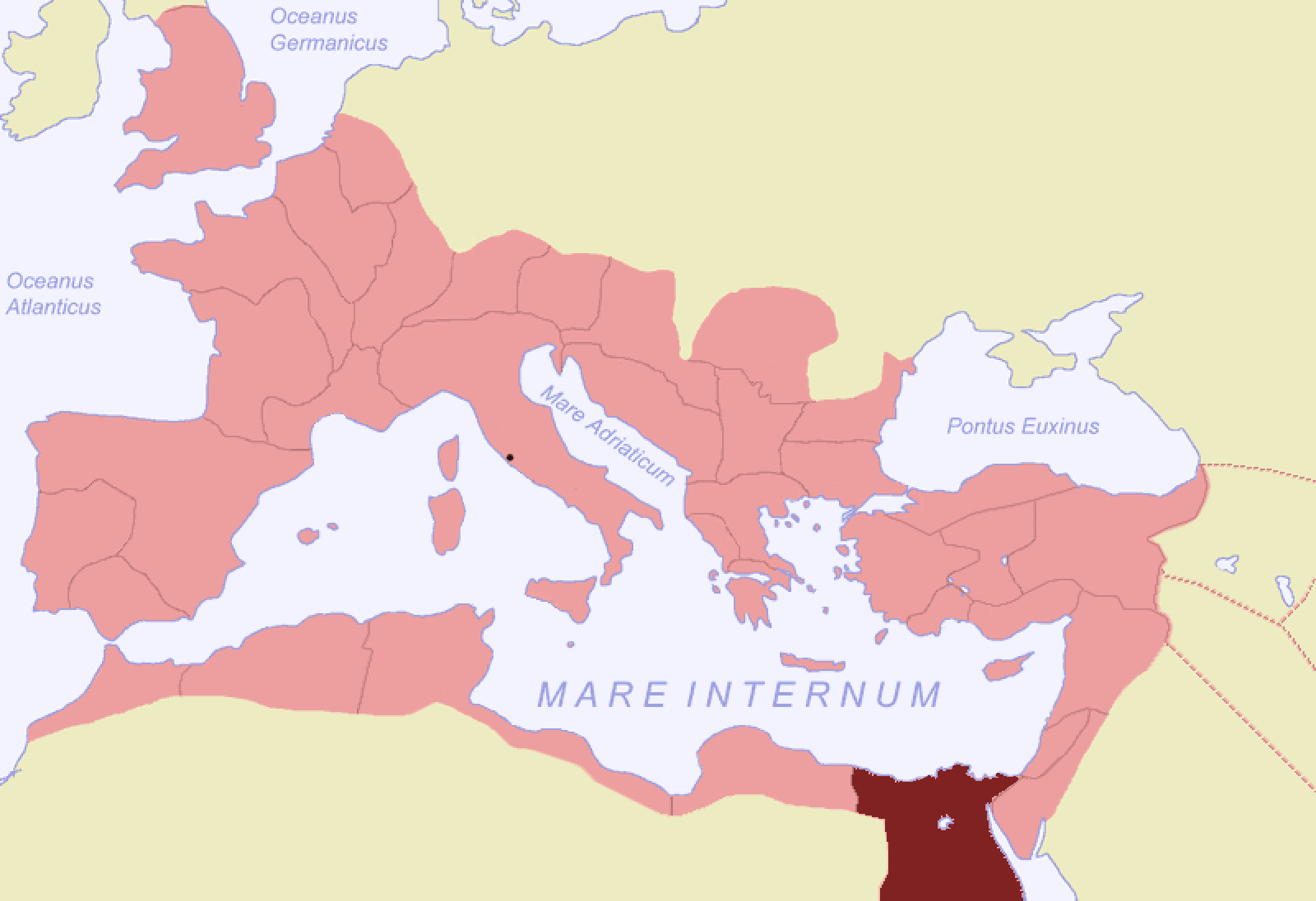
Égypte (Ægyptus) Alexandrie
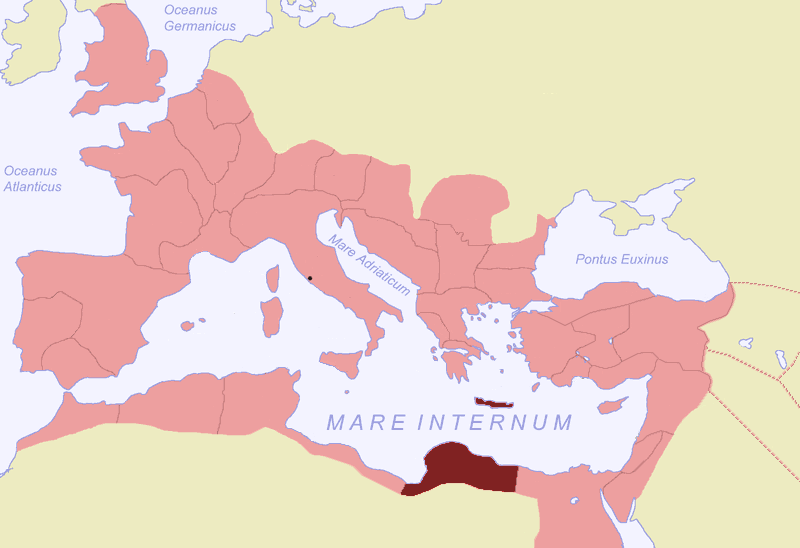
Crète et Cyrénaïque (Creta et Cyrenaica) Gortyne
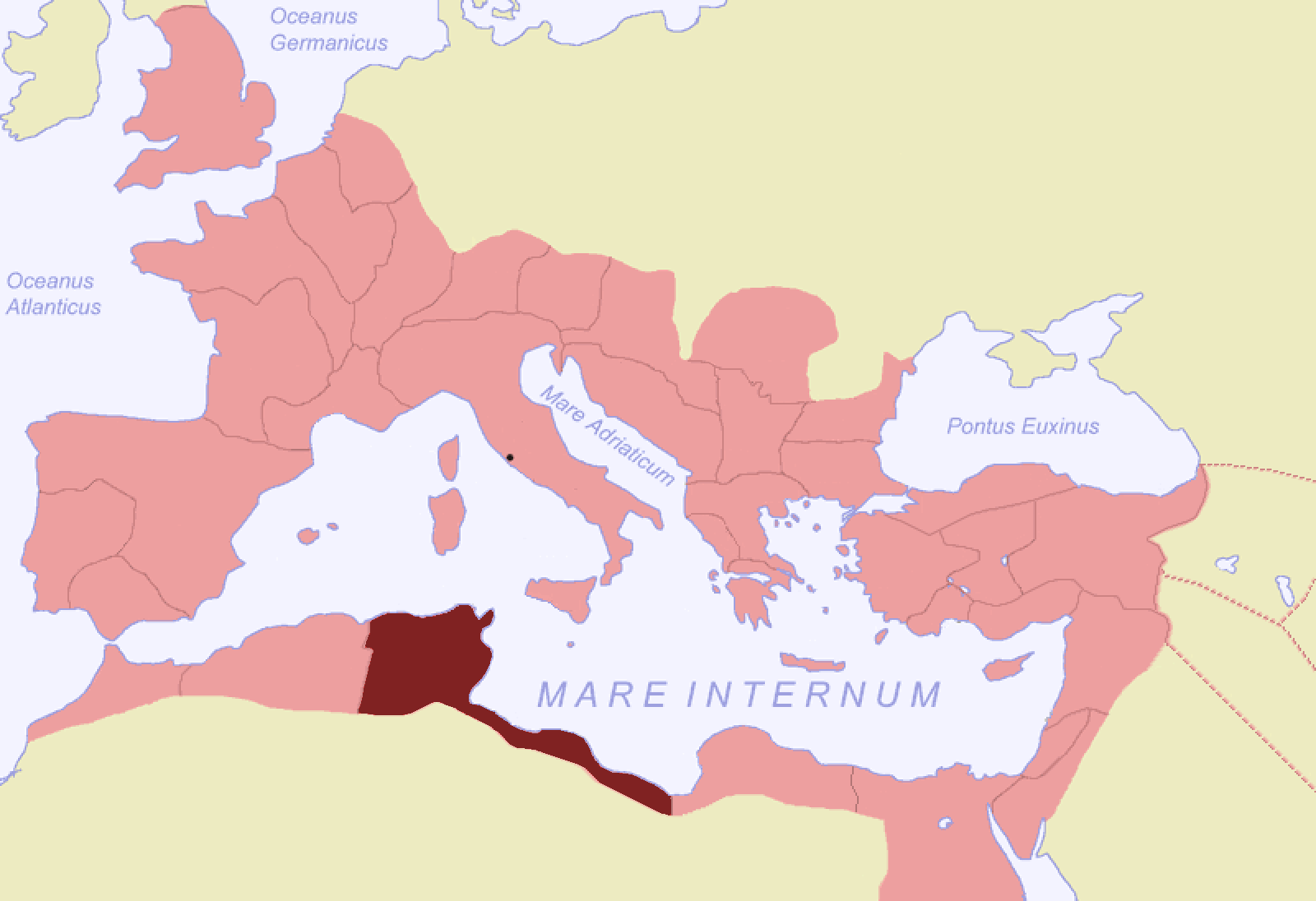
Afrique proconsulaire (Africa proconsularis) Utique puis Carthage
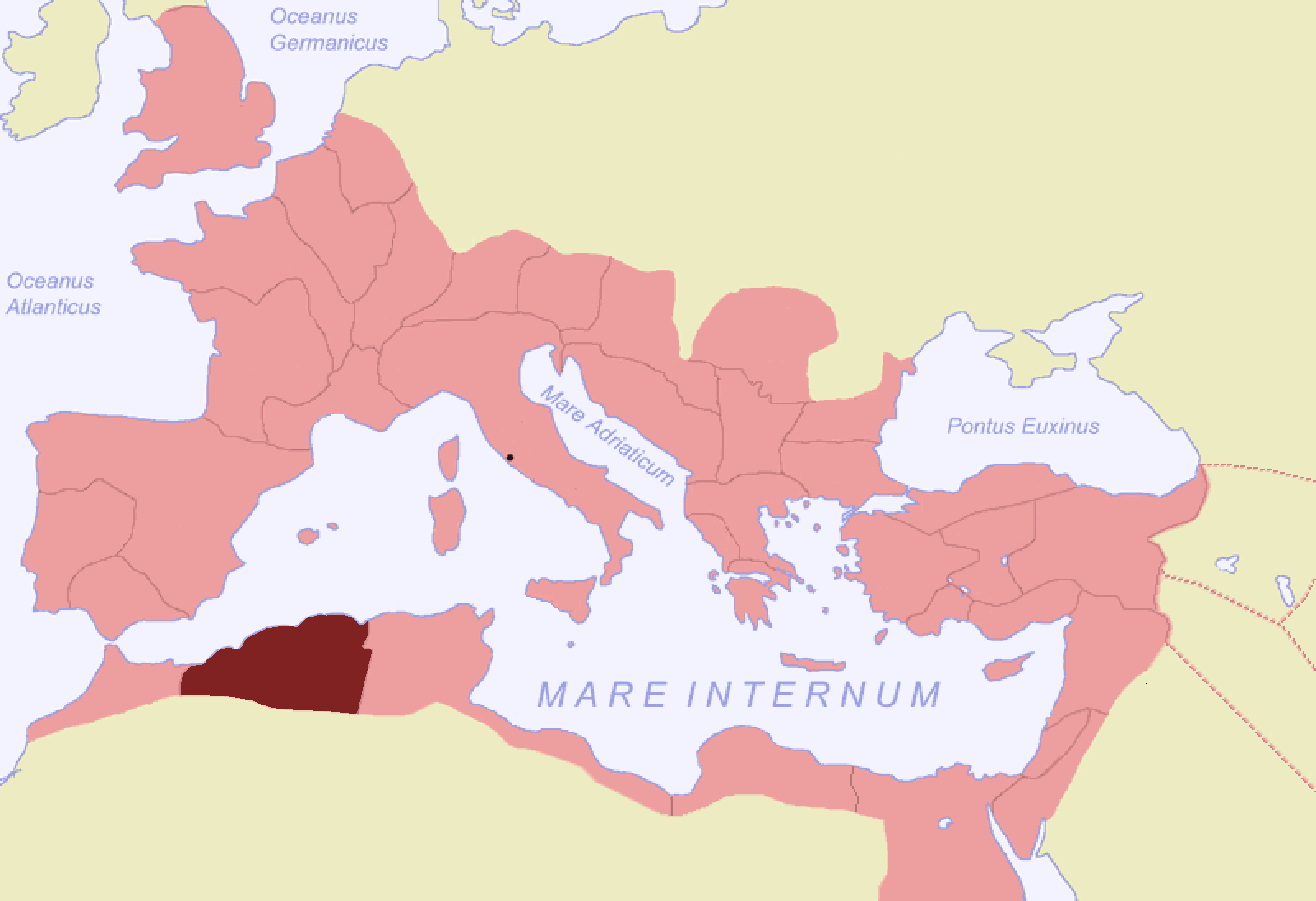
Maurétanie césarienne (Mauretania Caesariensis) Césarée de Maurétanie
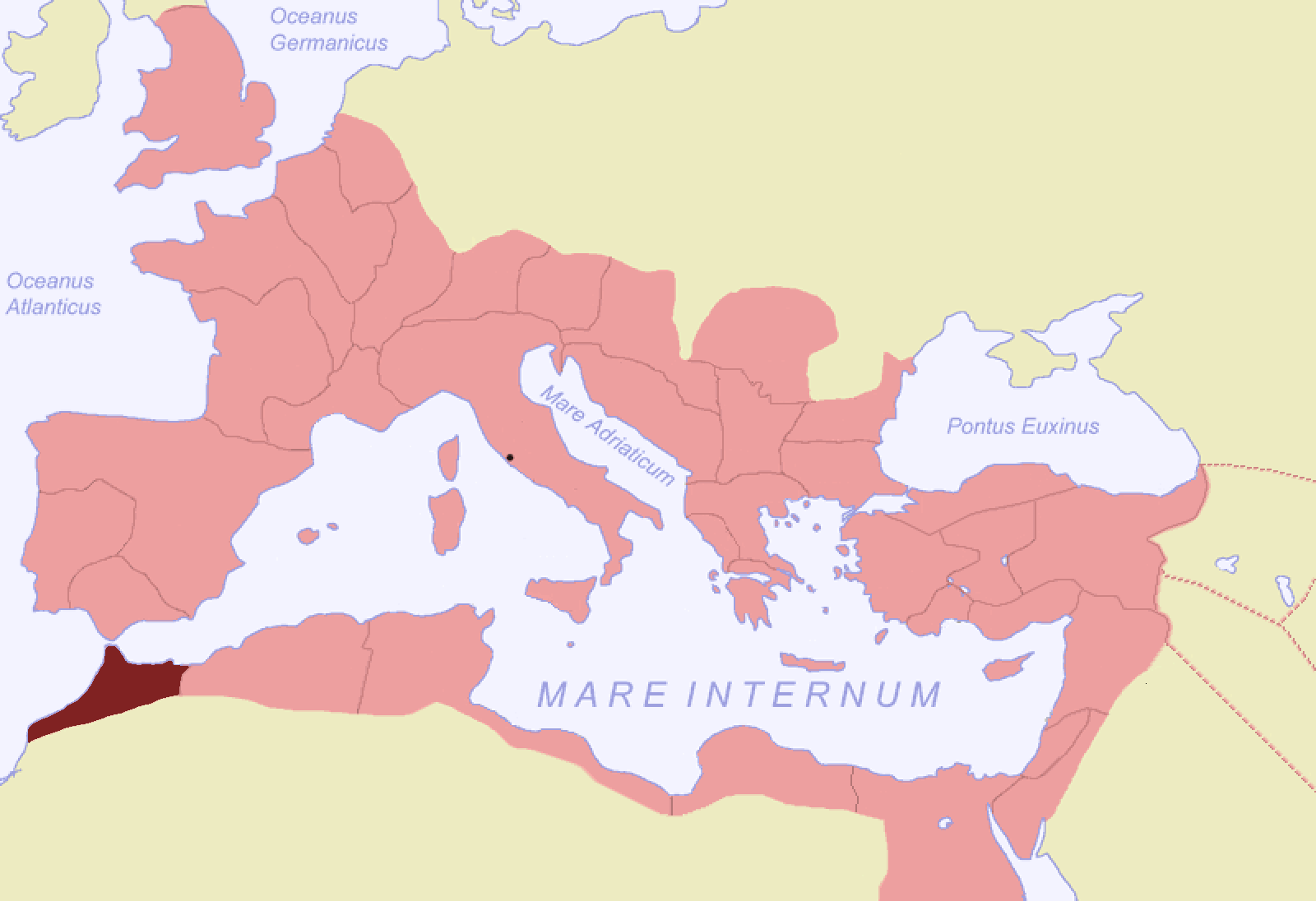
Maurétanie tingitane (Mauretania Tingitana) Tingi
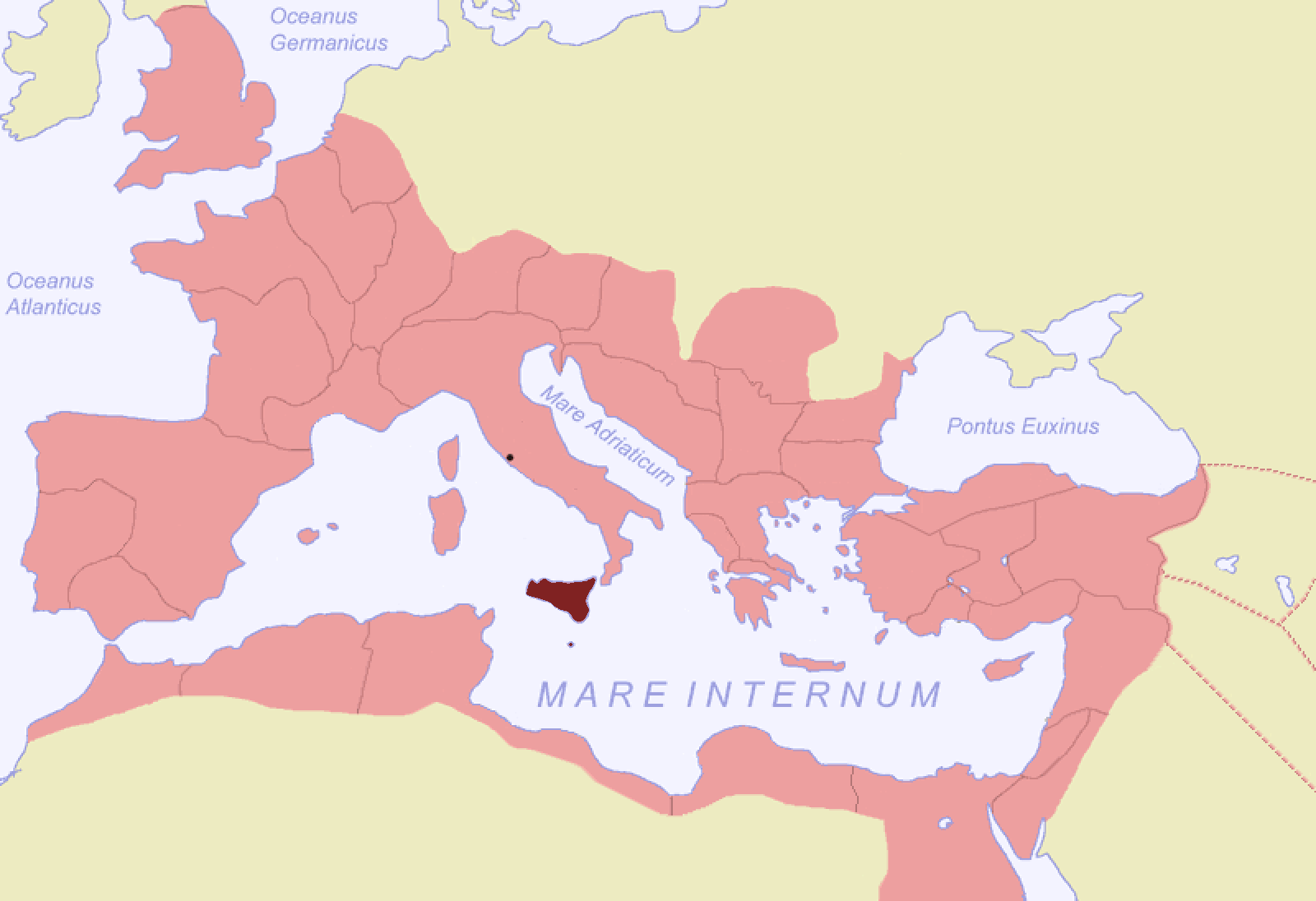
Sicile (Sicilia) Syracuse

## Liste des provinces romaines sous le Bas-Empire
Ce tableau présente les provinces romaines existant dans l'Antiquité tardive, à la suite des réformes de Dioclétien (principalement en 303) et de Constantin Ier et particulièrement dans la Notitia dignitatum, document datant du début du Ve siècle.
Explication des abréviations dans la colonne « date de création » :
- HE : création de la province sous la République ou le Haut-Empire
- D : province créée sous Dioclétien (principalement lors de la grande réforme de 303)
- C : province créée sous Constantin

Explication des abréviations dans la colonne « Statut vers 400 » (à savoir dans la Notitia dignitatum) :
- PCOS : administration proconsulaire (dépendant du Sénat)
- COS : province administrée par un consulaire
- PRA : province administrée par un praeses
- COR : province administrée par un corrector
- MIL : administrations militaire et civile confondues

### Documents anciens
- Laterculus Veronensis (vers 295-325)
- Notitia provinciarum et civitatum Galliae (vers 390-425)